# Operacja Tannenberg

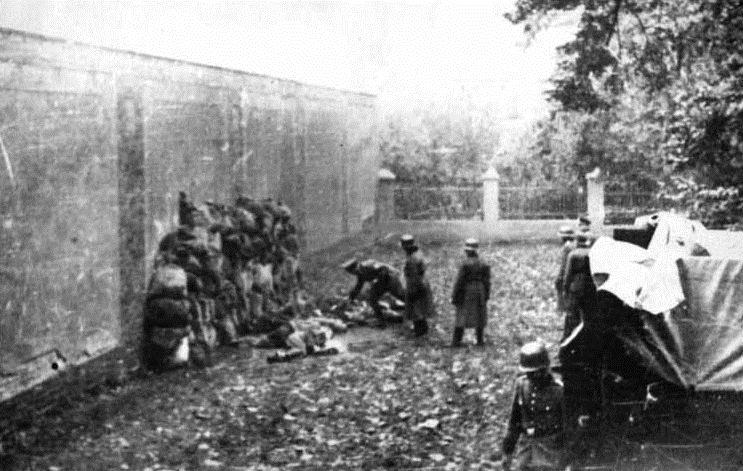
Publiczna egzekucja dokonana przez Einsatzgruppe VI w Lesznie, 21 października 1939

Operacja „Tannenberg” (niem. Unternehmen „Tannenberg”) – kryptonim działań grup operacyjnych SD i Sicherheitspolizei (Einsatzgruppen), prowadzonych na ziemiach polskich jesienią 1939 roku, w trakcie kampanii wrześniowej oraz pierwszych dwóch miesięcy niemieckiej okupacji. Nazwę Unternehmen „Tannenberg” nosił również referat specjalny w Głównym Urzędzie Policji Bezpieczeństwa, utworzony w celu koordynacji działań Einsatzgruppen.
W przededniu agresji na Polskę zorganizowano pięć grup operacyjnych (Einsatzgruppen), z których każda była przyporządkowana jednej z armii Wehrmachtu uczestniczących w inwazji. Już po rozpoczęciu działań wojennych utworzono kolejne dwie grupy operacyjne oraz jeden samodzielny oddział. Formalnie Einsatzgruppen podlegały dowództwom poszczególnych armii, w praktyce jednak już we wrześniu 1939 roku uzyskały niemal pełną samodzielność. Oficjalnie miały „zwalczać wszelkie elementy wrogie Rzeszy i Niemcom na ziemi wroga na tyłach walczącego wojska”. W rzeczywistości ich głównym zadaniem stała się eksterminacja polskich elit oraz przeprowadzanie masowych, często wyjątkowo brutalnych, wysiedleń Żydów do sowieckiej strefy okupacyjnej. Przy realizacji tych działań Einsatzgruppen blisko współpracowały z innymi nazistowskimi formacjami, takimi jak Volksdeutscher Selbstschutz, Ordnungspolizei, SS-Totenkopfverbände itp.
20 listopada 1939 roku Einsatzgruppen zostały oficjalnie rozwiązane, a na ich bazie utworzono stałe placówki SD i Sicherheitspolizei. Szacuje się, że do końca 1939 roku w okupowanej Polsce zamordowano około 50 tys. Polaków i Żydów, z czego znaczna część zginęła z rąk lub przy udziale funkcjonariuszy Einsatzgruppen.

## Przygotowania

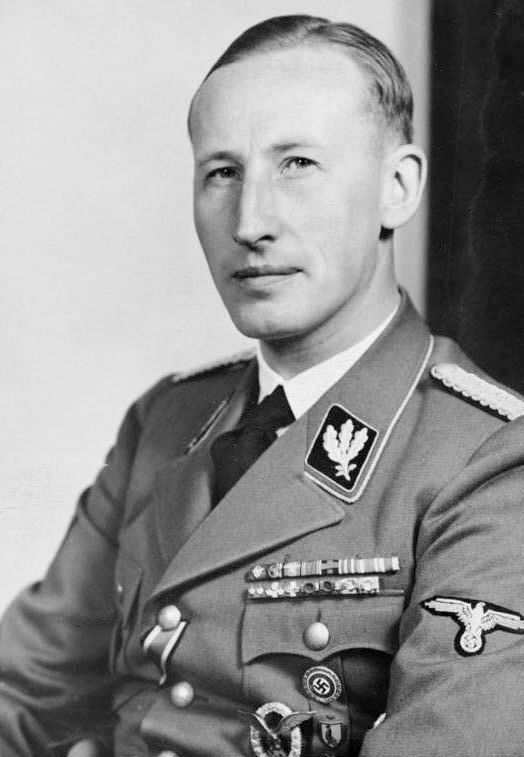
SS-Gruppenführer Reinhard Heydrich

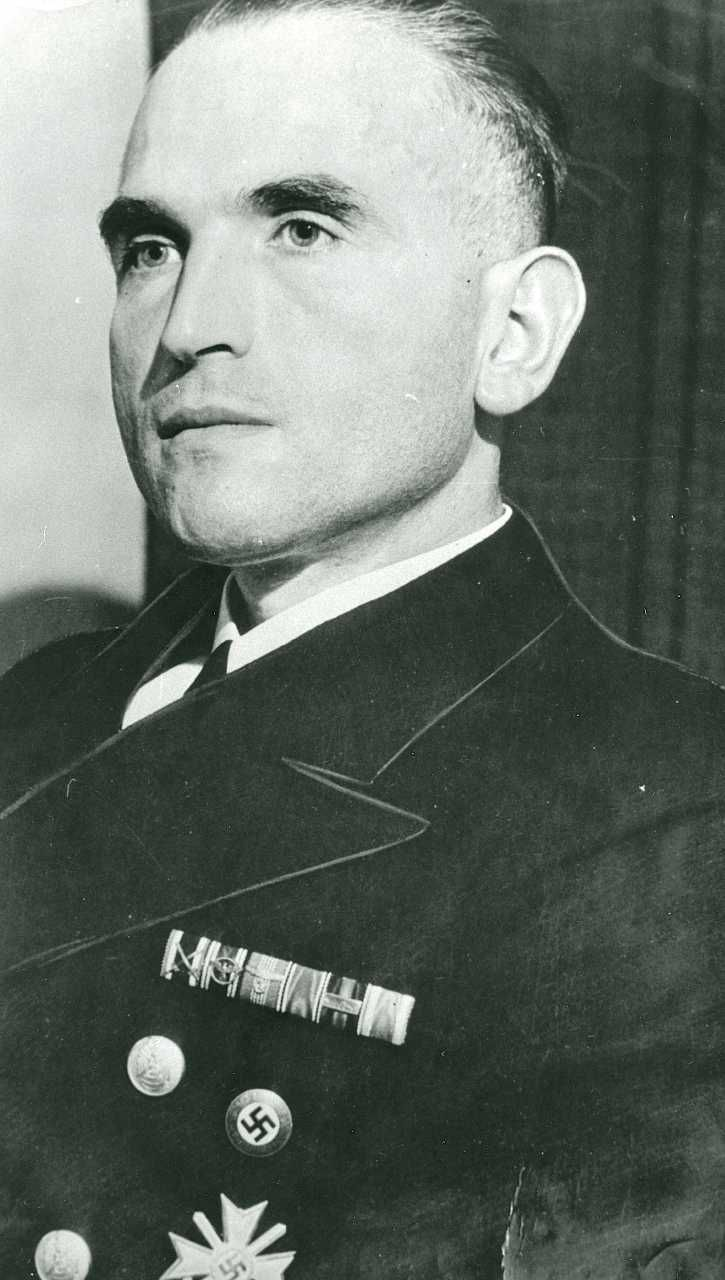
SS-Brigadeführer Werner Best

18 maja 1939 roku SS-Gruppenführer Reinhard Heydrich przedłożył swoje pierwsze wskazówki w odniesieniu do działań, które Sicherheitsdienst (SD) i Sicherheitspolizei (SiPo) miały prowadzić podczas planowanej wojny z Polską. Już wcześniej, gdyż 7 maja, referat SD ds. żydowskich (II 112) zbadał możliwość zewidencjonowania Żydów zamieszkujących w Polsce.
22 maja 1939 roku w Głównym Urzędzie Sicherheitsdienst (SD-Hauptamt) została utworzona tzw. Zentralstelle II P (pol. „Centralna Placówka II P[olska]”). Jej zadaniem było zewidencjonowanie Niemców mieszkających w Polsce oraz zbadanie „wszystkich dotyczących ich wydarzeń”. Jednocześnie zamierzano zewidencjonować Polaków mieszkających w III Rzeszy oraz tych Polaków zamieszkujących w Polsce, którzy „wyróżnili się w trakcie walk narodowościowych” lub byli „zaangażowani w krzewienie polskości w Niemczech”. Tym samym w obszarze zainteresowania komórki II P znaleźli się zarówno potencjalni informatorzy niemieckich służb bezpieczeństwa, jak i osoby uznane za rzeczywistych lub potencjalnych wrogów III Rzeszy. Docelowo kartoteki komórki II P miały zostać „oddane do dyspozycji ewentualnej grupie operacyjnej”. W ciągu miesiąca komórka II P zbadała nastroje społeczne w Polsce oraz przeanalizowała położenie tamtejszej mniejszości niemieckiej. Stworzono również „kartotekę operacyjną”, ułożoną według osób, instytucji i miejscowości.
Równocześnie zbierano informacje na temat polskich Żydów, w czym uczestniczył wspomniany referat SD ds. żydowskich. Ponadto 27 maja SD-Hauptamt wystosował dalekopis, w którym zażądał przesłania do 8 czerwca „zestawienia osób przewidzianych do aresztowania”.
Na podstawie informacji zawartych w kartotece Zentralstelle II P, danych z archiwum centrali Gestapo, informacji nadesłanych przez terenowe urzędy SD i Gestapo z Pomorza, Śląska, Prus Wschodnich i Wolnego Miasta Gdańska przystąpiono do sporządzania list proskrypcyjnych. Widniały na nich nazwiska Polaków, Żydów i Niemców, którzy mieli zostać ujęci po zajęciu ziem polskich przez Wehrmacht. Byli wśród nich działacze polityczni, społeczni i kulturalni, weterani powstania wielkopolskiego i powstań śląskich, dawni aktywiści plebiscytowi na Górnym Śląsku oraz na Warmii i Mazurach, członkowie organizacji krzewiących polskość, takich jak Polski Związek Zachodni, znawcy problematyki niemieckiej, uczestnicy antyniemieckich bojkotów i manifestacji. W ich identyfikacji aktywnie uczestniczyły niemieckie placówki dyplomatyczne i konsularne w Polsce, a także informatorzy nazistowskich służb bezpieczeństwa, którzy rekrutowali się spośród członków niemieckiej mniejszości w Polsce. Część nazwisk została dostarczona przez sekcję III niemieckiego wywiadu wojskowego (Abwehra).
W pierwszych tygodniach wojny i okupacji niemieckie służby bezpieczeństwa korzystały z tzw. Sonderfahndungsliste („Specjalna lista poszukiwań dla Polski”) oraz innych list proskrypcyjnych. Oryginał Sonderfahndungsliste nie zachował się. W polskiej literaturze przedmiotu przez długi czas pokutowało przekonanie, że lista proskrypcyjna, którą przygotowano przed rozpoczęciem wojny, nosiła nazwę Sonderfahndungsbuch Polen („Specjalna księga gończa dla Polski”). W rzeczywistości dokument o tej nazwie, który odnaleziono po wojnie – zawierający nazwiska 8368 obywateli polskich, którzy mieli być aresztowani przez hitlerowskie służby – został wydany najprawdopodobniej dopiero w grudniu 1939 roku.
5 lipca 1939 roku, na krótko przed swoim letnim urlopem, Heydrich wezwał na naradę przedstawicieli Głównego Urzędu Policji Bezpieczeństwa (Hauptamt Sicherheitspolizei): SS-Brigadeführera Wernera Besta i SS-Oberführera Heinricha Müllera, oraz przedstawicieli SD-Hauptamt: SS-Brigadeführera Heinza Josta, SS-Sturmbannführera Waltera Schellenberga, SS-Sturmbannführera Helmuta Knochena i SS-Hauptsturmführera Hansa-Hendrika Neumanna. Przedmiotem rozmowy były „najistotniejsze sprawy dotyczące wszystkich urzędów”, związane ze zbliżającą się inwazją i planowanym utworzeniem grup operacyjnych SD i Sicherheitspolizei (Einsatzgruppen Sipo und SD). Wstępne ustalenia przewidywały utworzenie czterech Einsatzgruppen, z których każda miała liczyć po 500 osób. Tym samym w planowanej operacji miało wziąć udział łącznie 2 tys. funkcjonariuszy, z czego około 350–450 zapewnić miało SD. Wstępnie wybrano również dowódców czterech grup oraz wskazano przybliżone miejsca koncentracji i marszruty. Na tym etapie nazistowscy przywódcy nie wykluczali, że po pokonaniu Polski na jej południowo-wschodnich Kresach zostanie utworzone marionetkowe państwo ukraińskie. Ewentualnym „użyciem oddzielnych komand dla Ukrainy” zająć miał się SS-Brigadeführer Jost.
Pod nieobecność Heydricha za całość przygotowań, w tym zwłaszcza za aspekty organizacyjne, miał odpowiadać Best. W lipcu i sierpniu 1939 roku – przy ścisłej współpracy z Schellenbergiem i w oparciu o podległe sobie referaty Urzędu Administracji i Prawa w Głównym Urzędzie Policji Bezpieczeństwa oraz wydział I Urzędu Tajnej Policji Państwowej (Gestapo Amt) – Best utworzył normatywny, personalny i techniczny szkielet Einsatzgruppen. Wcześniej, bo już w czerwcu, oficerowie SS, którzy mieli stanowić kadrę dowódczą przewidywanej operacji przeciwko Polsce, przeszli dwuipółtygodniowe szkolenie w szkole SD w Bernau bei Berlin. W tym samym miesiącu placówki Sicherheitspolizei w Prusach Wschodnich otrzymały polecenie przygotowania środków transportu na potrzeby „przewidywanej akcji poza granicami Rzeszy”.
Działania prowadzone przez SD i SiPo w Polsce otrzymały kryptonim „Tannenberg”. Nazwę Sonderreferat-Unternehmen Tannenberg nosił także samodzielny referat specjalny w Głównym Urzędzie Policji Bezpieczeństwa, utworzony w celu koordynacji działań Einsatzgruppen. Referat ten działał całodobowo, zbierając meldunki nadsyłane przez dowódców poszczególnych Einsatzgruppen. Były one następnie opracowywane, a na ich podstawie codziennie sporządzano dwa raporty zbiorcze. Ich odbiorcami byli szefowie SD, SiPo, Gestapo i Kriminalpolizei. Jednocześnie za pośrednictwem referatu „Tannenberg” przekazywano dowódcom Einsatzgruppen wstępne wytyczne i dyrektywy.
Best, jako nowo mianowany zastępca szefa Sicherheitspolizei, był od 1 września 1939 roku de facto dowódcą operacji „Tannenberg”. Z kolei Schellenberg, w roli pełnomocnika Heydricha, dołączył 3 września do pociągu specjalnego „Heinrich”, którym Reichsführer-SS Heinrich Himmler podróżował na zapleczu frontu.

## Einsatzgruppen w Polsce w 1939 roku: organizacja i personel

### Ogólna charakterystyka

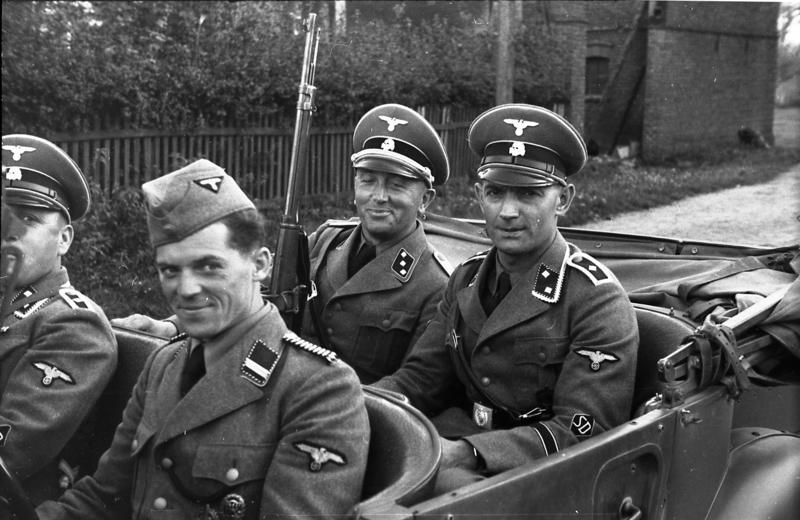
Funkcjonariusze Einsatzgruppen podczas działań w Polsce

Dowódcy każdej z Einsatzgruppen podlegali bezpośrednio: zastępca (czasami pełniący jednocześnie funkcję oficera łącznikowego z Wehrmachtem), adiutant, sztab – w ramach którego działały komórki SD i Kriminalpolizei – oraz pododdział obsługi, obejmujący sekcje łączności, transportu oraz administracyjno-gospodarczą. Łącznie dowództwo Einsatzgruppe, wraz ze sztabem i pododdziałem obsługi, liczyło przeciętnie 25–30 osób.
Jednocześnie w skład każdej Einsatzgruppe wchodziło od dwóch do czterech oddziałów operacyjnych (Einsatzkommandos). Każdy taki oddział liczył zazwyczaj około 60 funkcjonariuszy Sicherheitspolizei i Kriminalpolizei, 15 funkcjonariuszy SD oraz 20–30 osób personelu administracyjnego i technicznego. Łącznie w operacji „Tannenberg” wzięło udział około 2700 funkcjonariuszy. Podczas działań w Polsce nosili oni szare (polowe) mundury Waffen-SS z opaską z napisem „SD” na przedramieniu.
Większość personelu Einsatzgruppen wywodziła się z terenowych placówek SiPo, SD i Kripo, zlokalizowanych w miastach położonych blisko polskiej granicy: Elblągu, Frankfurcie n. Odrą, Koszalinie, Królewcu, Legnicy, Olsztynie, Opolu, Pile, Tylży i Wrocławiu. Placówki z zachodnich, środkowych i południowych Niemiec oraz placówki z Austrii i Protektoratu Czech i Moraw wystawiły jedynie niewielkie pododdziały w ramach poszczególnych Einsatzkommando, liczące po 10–15 funkcjonariuszy. Do Einsatzgruppen przydzielono ponadto pewną liczbę instruktorów i kadetów ze szkoły oficerskiej SiPo i SD w Berlinie-Charlottenburgu (Führerschule der Sicherheitspolizei und des Sicherheitsdienst) oraz ze szkoły straży granicznej w Pretzsch (Grenzschutzschule Pretzsch).
Dowódcami Einsatzgruppen i Einsatzkommandos byli wyżsi urzędnicy nazistowskiego aparatu bezpieczeństwa, zazwyczaj regionalni inspektorzy lub dowódcy placówek SiPo w większych miastach. O doborze kadry dowódczej decydowała berlińska centrala SS na podstawie propozycji poszczególnych urzędów, przy czym dowódców Einsatzgruppen i Einsatzkommandos wybierał wyłącznie Reinhard Heydrich, a w niektórych przypadkach sam Reichsführer-SS Heinrich Himmler. Wyznaczenie niższych rangą funkcjonariuszy do służby w Einsatzgruppen leżało natomiast w gestii kierowników poszczególnych placówek terenowych.
Przed końcem sierpnia 1939 roku utworzono pięć Einsatzgruppen. Początkowo nosiły one nazwy pochodzące od miast, w których zostały ześrodkowane, jednak 4 września nadano im numery porządkowe od I do V. Po jednej Einsatzgruppe przyporządkowano do każdej armii Wehrmachtu, która uczestniczyła w agresji na Polskę. Najsilniejszą była Einsatzgruppe I, sformowana w Wiedniu. W jej skład wchodziły cztery Einsatzkommandos liczące po 90 ludzi każde. Pozostałe Einsatzgruppen składały się z dwóch oddziałów operacyjnych, a ich liczebność oscylowała między 200 a 330 funkcjonariuszy.
3 września 1939 roku, pod wpływem alarmistycznych meldunków Wehrmachtu o rzekomo rozwijającym się na Górnym Śląsku „polskim powstaniu”, Himmler nakazał utworzenie kolejnej grupy operacyjnej: tzw. Einsatzgruppe zur besonderen Verwendung („grupa operacyjna do zadań specjalnych”). W jej skład weszło zgrupowanie Ordnungspolizei w sile czterech batalionów oraz kontyngent SiPo. 9 września utworzono Einsatzgruppe VI, której zadaniem było obsadzić okupowaną Wielkopolskę. Była ona podporządkowana szefowi zarządu cywilnego przy Poznańskim Okręgu Wojskowym i późniejszemu namiestnikowi Rzeszy w Kraju Warty – Arthurowi Greiserowi, aczkolwiek otrzymywała także rozkazy bezpośrednio od kierownictwa SS. Z kolei 12 września utworzono samodzielny oddział operacyjny Einsatzkommando 16, który operował na Pomorzu Gdańskim. Od 14 września był on podporządkowany organizacyjnie referatowi „Tannenberg”, aczkolwiek zapewne ściśle współpracował również z gauleiterem Albertem Forsterem i władzami policyjnymi w Gdańsku.
W międzyczasie w strukturze niektórych „pierwotnych” Einsatzgruppen zaszły zmiany organizacyjne. 25 września Einsatzgruppe II i Einsatzgruppe III zostały połączone w jedną grupę pod dowództwem komendanta tej drugiej. Z kolei 11 września Einsatzgruppe V została wzmocniona o trzeci oddział operacyjny (EK 3/V). Polską granicę przekroczył on jednak dopiero 20 września. W dodatku już 3 października został wycofany z powrotem do Olsztyna.

### Struktura organizacyjna i kadra dowódcza Einsatzgruppen

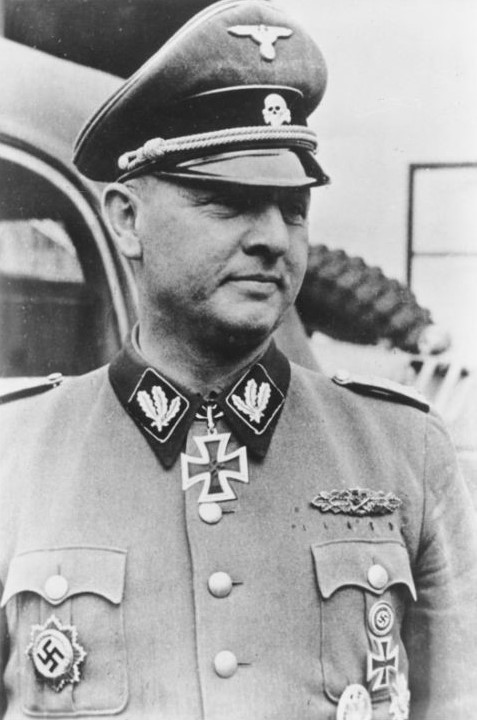
Bruno Streckenbach, jesienią 1939 dowódca Einsatzgruppe I

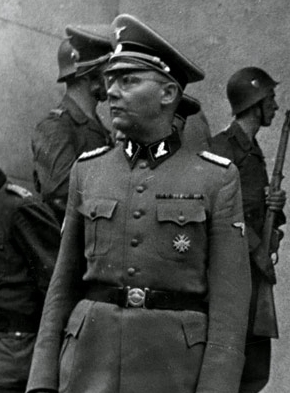
Emanuel Schäfer, jesienią 1939 dowódca Einsatzgruppe II

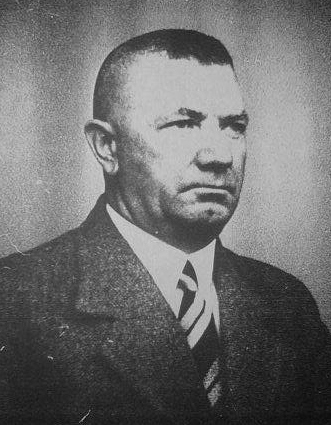
Ernst Damzog, jesienią 1939 dowódca Einsatzgruppe V

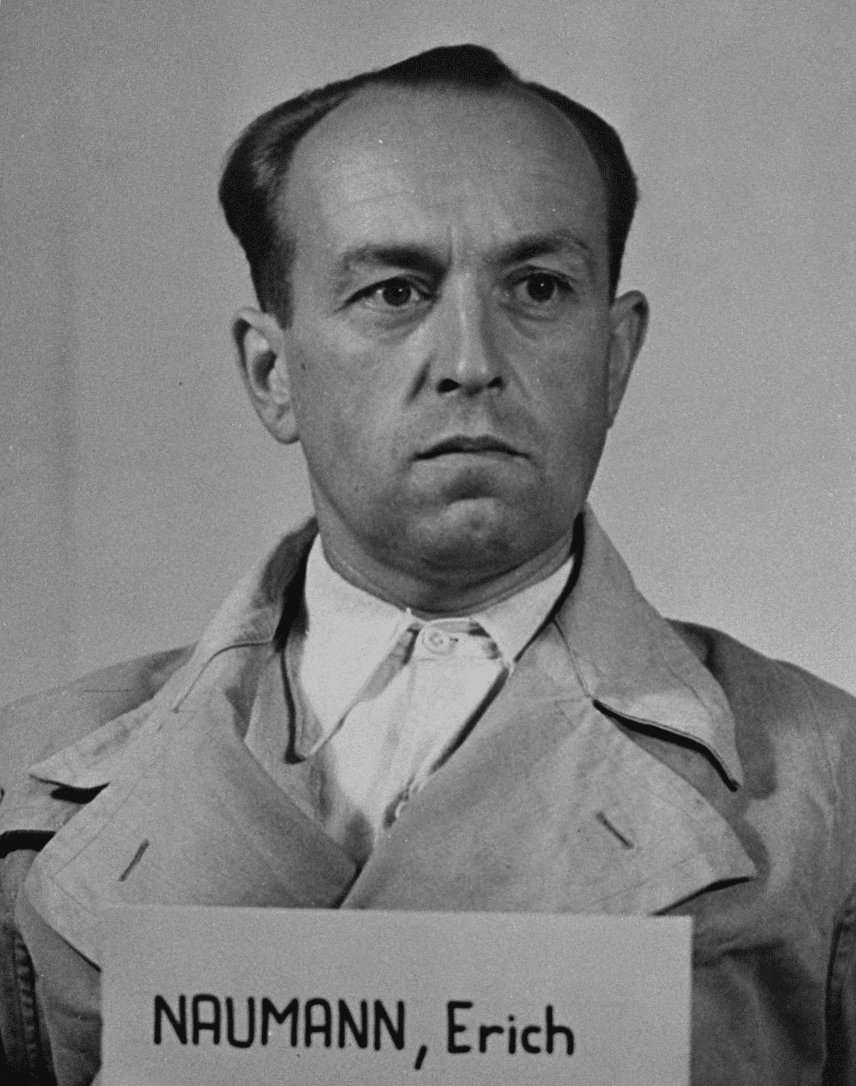
Erich Naumann, jesienią 1939 dowódca Einsatzgruppe VI

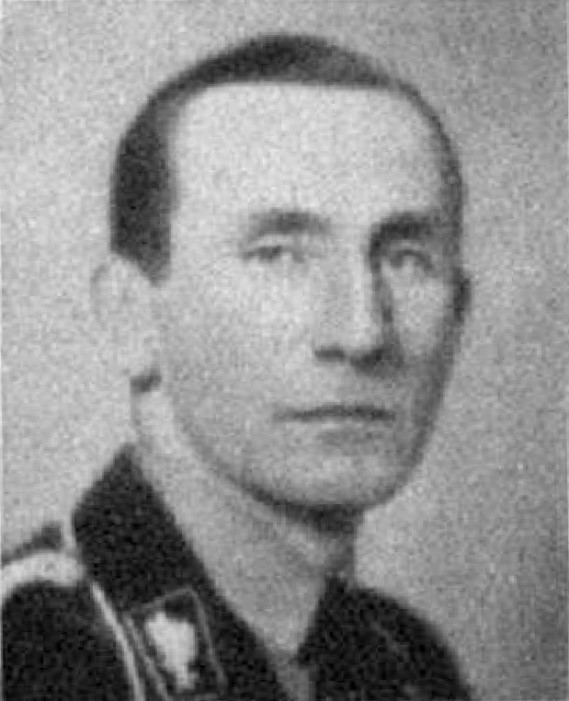
Udo von Woyrsch, jesienią 1939 dowódca Einsatzgruppe zur besonderen Verwendung

Struktura organizacyjna i kadra dowódcza Einsatzgruppen, które działały na ziemiach polskich w 1939 roku, przedstawiały się następująco:
- Einsatzgruppe I (początkowo nazywana Einsatzgruppe Wien)[24]
  - Sztab:
    - dowódca – SS-Brigadeführer Bruno Streckenbach[33]
    - zastępca dowódcy i oficer łącznikowy z dowództwem 14 Armii – SS-Sturmbannführer Walter Huppenkothen(inne języki)[34]
    - dowódca komórki SD przy sztabie grupy operacyjnej – SS-Hauptsturmführer Franz Hoth(inne języki)[35]
    - referent Kriminalpolizei – radca stanu i radca kryminalny Georg Schraepel(inne języki)[36]

  - Einsatzkommando 1/I – dowódca: SS-Sturmbannführer dr Ludwig Hahn[36]
  - Einsatzkommando 2/I – dowódca: SS-Sturmbannführer Bruno Müller[37]
  - Einsatzkommando 3/I – dowódca: SS-Sturmbannführer dr Alfred Hasselberg[38]
  - Einsatzkommando 4/I – dowódca: SS-Obersturmbannführer Karl Brunner[39]
- Einsatzgruppe II (początkowo nazywana Einsatzgruppe Oppeln)[24]
  - Sztab:
    - dowódca – SS-Obersturmbannführer dr Emanuel Schäfer[40]
    - zastępca dowódcy grupy operacyjnej i dowódca komórki SD przy jej sztabie – SS-Obersturmbannführer Eduard Strauch[40]
    - oficer łącznikowy z dowództwem 10 Armii – SS-Sturmbannführer Eduard Holste(inne języki)[41]
    - referent Kriminalpolizei – radca stanu i radca kryminalny Richard Schulze(inne języki)[41]

  - Einsatzkommando 1/II – dowódca: SS-Sturmbannführer Otto Sens(inne języki)[41]
  - Einsatzkommando 2/II – dowódca: SS-Sturmbannführer Karl-Heinz Rux[42]
- Einsatzgruppe III (początkowo nazywana Einsatzgruppe Breslau)[24]
  - Sztab:
    - dowódca – SS-Obersturmbannführer dr Hans Fischer(inne języki)[43]
    - zastępca dowódcy i oficer łącznikowy z dowództwem 8 Armii – SS-Sturmbannführer dr Walter Schlette[43]
    - dowódca komórki SD przy sztabie grupy operacyjnej – SS-Hauptsturmführer Franz Marmon(inne języki)[44]

  - Einsatzkommando 1/III – dowódca: SS-Hauptsturmführer dr Wilhelm Scharpwinkel(inne języki)[44]
  - Einsatzkommando 2/III – dowódca: SS-Hauptsturmführer Fritz Liphardt[45]
- Einsatzgruppe IV (początkowo nazywana Einsatzgruppe Dramburg)[24]
  - Sztab:
    - dowódca – SS-Brigadeführer Lothar Beutel (do połowy października 1939), SS-Obersturmbannführer Josef Meisinger, SS-Oberführer Arthur Nebe[46]
    - zastępca dowódcy – SS-Obersturmbannführer Josef Meisinger (do połowy października 1939)[46]
    - adiutant – SS-Hauptsturmführer Bernhard Baatz(inne języki)[47]
    - dowódca komórki SD przy sztabie grupy operacyjnej – SS-Obersturmbannführer Erich Ehrlinger(inne języki)[47]
    - oficer łącznikowy z dowództwem 4 Armii – SS-Sturmbannführer dr Ernst Gerke(inne języki)[47]

  - Einsatzkommando 1/IV – dowódca: SS-Sturmbannführer Helmut Bischoff[48]
  - Einsatzkommando 2/IV – dowódca: SS-Sturmbannführer dr Walter Hammer[48]
- Einsatzgruppe V (początkowo nazywana Einsatzgruppe Allenstein)[24]
  - Sztab:
    - dowódca – SS-Standartenführer Ernst Damzog[49]
    - zastępca dowódcy grupy operacyjnej i dowódca komórki SD przy jej sztabie – SS-Standartenführer dr Wilhelm Fuchs[50]
    - oficer łącznikowy z dowództwem 3 Armii – SS-Sturmbannführer dr Fritz Rang(inne języki)[50]

  - Einsatzkommando 1/V – dowódca: SS-Sturmbannführer dr Heinz Gräfe[50]
  - Einsatzkommando 2/V – dowódca: SS-Hauptsturmführer dr Robert Schefe(inne języki)[51]
  - Einsatzkommando 3/V – dowódca: SS-Sturmbannführer dr Walter Albath[51]
- Einsatzgruppe VI
  - Sztab:
    - dowódca – SS-Oberführer Erich Naumann[52]
    - zastępca dowódcy – SS-Standartenführer Walter Potzelt(inne języki)[53]
    - dowódca komórki SD przy sztabie grupy operacyjnej – SS-Sturmbannführer Albert Rapp[53]
    - oficer łącznikowy z Wehrmachtem – SS-Hauptsturmführer Robert Mohr(inne języki)[54]

  - Einsatzkommando 1/VI – dowódca: SS-Sturmbannführer Gerhard Flesch[54]
  - Einsatzkommando 2/VI – dowódca: SS-Sturmbannführer Franz Sommer(inne języki)[54]
- Einsatzgruppe zur besonderen Verwendung
  - Sztab:
    - dowódca – SS-Obergruppenführer Udo von Woyrsch[55]

  - dowódca kontyngentu Sicherheitspolizei przy Einsatzgruppe z. b. V. – SS-Oberführer dr Otto Rasch[55]
    - komando Sicherheitspolizei[a] – dowódca: SS-Obersturmbannführer Otto Hellwig[56]
    - komando Sicherheitspolizei[a] – dowódca: SS-Standartenführer dr Hans Trummler[52]

  - dowódca zgrupowania Ordnungspolizei przy Einsatzgruppe z. b. V. – płk Friedrich Wolfstieg(inne języki), płk Karl-Heinrich Brenner(inne języki)[55]
- Einsatzkommando 16
  - Sztab:
    - dowódca – SS-Obersturmbannführer dr Rudolf Tröger[57]

  - jednostka w Gdyni – dowódca: SS-Hauptsturmführer Friedrich Class[57]
  - jednostka w Toruniu – dowódca: komisarz kryminalny Hans-Joachim Leyer[58]
  - jednostka w Bydgoszczy – dowódca: radca kryminalny Jakob Lölgen[58]
  - jednostka SD (z siedzibą w Bydgoszczy) – dowódca: SS-Sturmbannführer dr Rudolf Oebsger-Röder(inne języki)[58]

## Zadania Einsatzgruppen i proces ich radykalizacji
W pochodzących prawdopodobnie z sierpnia 1939 roku „Wytycznych dla zagranicznych operacji Sicherheitspolizei i SD” wskazano, że zadaniem Einsatzgruppen będzie „zwalczanie wszelkich elementów wrogich Rzeszy i Niemcom na ziemi wroga na tyłach walczącego wojska”. Einsatzgruppen miały między innymi aresztować „osoby znajdujące się na opublikowanej liście poszukiwań, emigrantów z Rzeszy i miejscowych, którzy przeciwstawiają się zarządzeniom niemieckich urzędów lub jawnie chcą, a z racji swojej pozycji i poważania są w stanie, wzniecać zamieszki”. Nakazano również „położenie kresu wszelkiej działalności antyniemieckich organizacji” oraz zabezpieczenie potrzebnych niemieckiej policji budynków, urządzeń i dokumentów.
Szczegółowe instrukcje zawarto także w dyrektywach wydanych już po wybuchu wojny, takich jak „Specjalne zarządzenie nr 16 dla Einsatzgruppe III” i „Specjalne zarządzenie dla Einsatzgruppe der Sipo” przy 10 Armii z 9 września, czy w piśmie szefa SiPo z 13 września, skierowanym do wszystkich niemieckich placówek policyjnych w Polsce. Dokumenty te precyzowały, że do zadań Einsatzgruppen będzie należeć „ujęcie osób niepewnych pod względem politycznym”, „konfiskata broni, zabezpieczenie akt ważnych dla policji […] ujęcie uciekinierów”. Nakazywały również przejmowanie akt polskich urzędów, zajmowanie i zabezpieczanie zakładów przemysłowych oraz konfiskatę wartościowych przedmiotów i surowców. Einsatzgruppen miały ponadto zabezpieczyć przyszłą linię demarkacyjną między ZSRR a III Rzeszą.
Wiele trudności budzi zrekonstruowanie procesów decyzyjnych, których efektem końcowym stała się zakrojona na szeroką skalę akcja eksterminacji polskiej inteligencji. „Wytyczne dla zagranicznych operacji Sicherheitspolizei i SD” podkreślały, że maltretowanie bądź zabijanie więźniów jest najsurowiej zakazane, a „przemoc może być użyta tylko do złamania oporu”. Również podczas „Pouczenia dowódców wielkiej akcji Policji Bezpieczeństwa” (Unterweisung der Führer eines Grosseinsatzes der Sicherheitspolizei), które odbyło się 18 sierpnia 1939 roku w Berlinie, nie wydano jednoznacznego rozkazu wymordowania polskiej inteligencji. Nie pozostawiono jednak wątpliwości, że będzie ona stanowić siłę napędową polskiego ruchu oporu, wobec czego należy podjąć wobec niej działania prewencyjne. Z relacji Lothara Beutela wynika, że dowódcom Einsatzgruppen przekazano wówczas, iż w ramach zwalczania polskiego ruchu oporu „wszystko jest dozwolone, a więc zarówno rozstrzeliwania, jak i aresztowania”, przy czym to poszczególni dowódcy mieli decydować na miejscu, jakie środki należy zastosować. Również Ernst Gerke, inny uczestnik tego spotkania, zeznał po wojnie, że wybór środków służących likwidacji („wyłączeniu”) polskich elit pozostawiono dowódcom grup operacyjnych.
Zdaniem Jochena Böhlera nie można wykluczyć, że jeszcze przed rozpoczęciem wojny Einsatzgruppen otrzymały ustny rozkaz dokonywania egzekucji. Ponadto już 3 września 1939 roku Reichsführer-SS Heinrich Himmler rozkazał wszystkim grupom operacyjnym rozstrzeliwać na miejscu „polskich powstańców schwytanych na gorącym uczynku lub z bronią w ręku”. Niemniej autorzy monografii Einsatzgruppen w Polsce przypuszczają, że niemieckie plany początkowo nie zakładały bezpośredniej eksterminacji polskich elit. Z zapisów w dzienniku gen. Franza Haldera, datowanych na 29 sierpnia 1939 roku, wynika, że zadaniem Einsatzgruppen miało być aresztowanie najpierw 10 tys., a następnie 20 tys. osób, po czym wywiezienie ich do obozów koncentracyjnych. Z kolei podczas narady szefów departamentów w Głównym Urzędzie Policji Bezpieczeństwa, która odbyła się 7 września 1939 roku w Berlinie, odnotowano, że „polskich szabrowników [należy] rozstrzeliwać”, a „kierownicza warstwa ludności w Polsce powinna zostać w miarę możności unieszkodliwiona”. Zaznaczono jednak przy tym, że „warstwa kierownicza, która w żadnym razie nie może pozostać w Polsce, zostanie umieszczona w niemieckich kacetach, natomiast dla warstw niższych zostaną założone prowizoryczne kacety przy granicy, na zapleczu grup operacyjnych, które będą mogły w miarę potrzeby odstawić [tych] ludzi natychmiast do pozostałej szczątkowej Polski”.

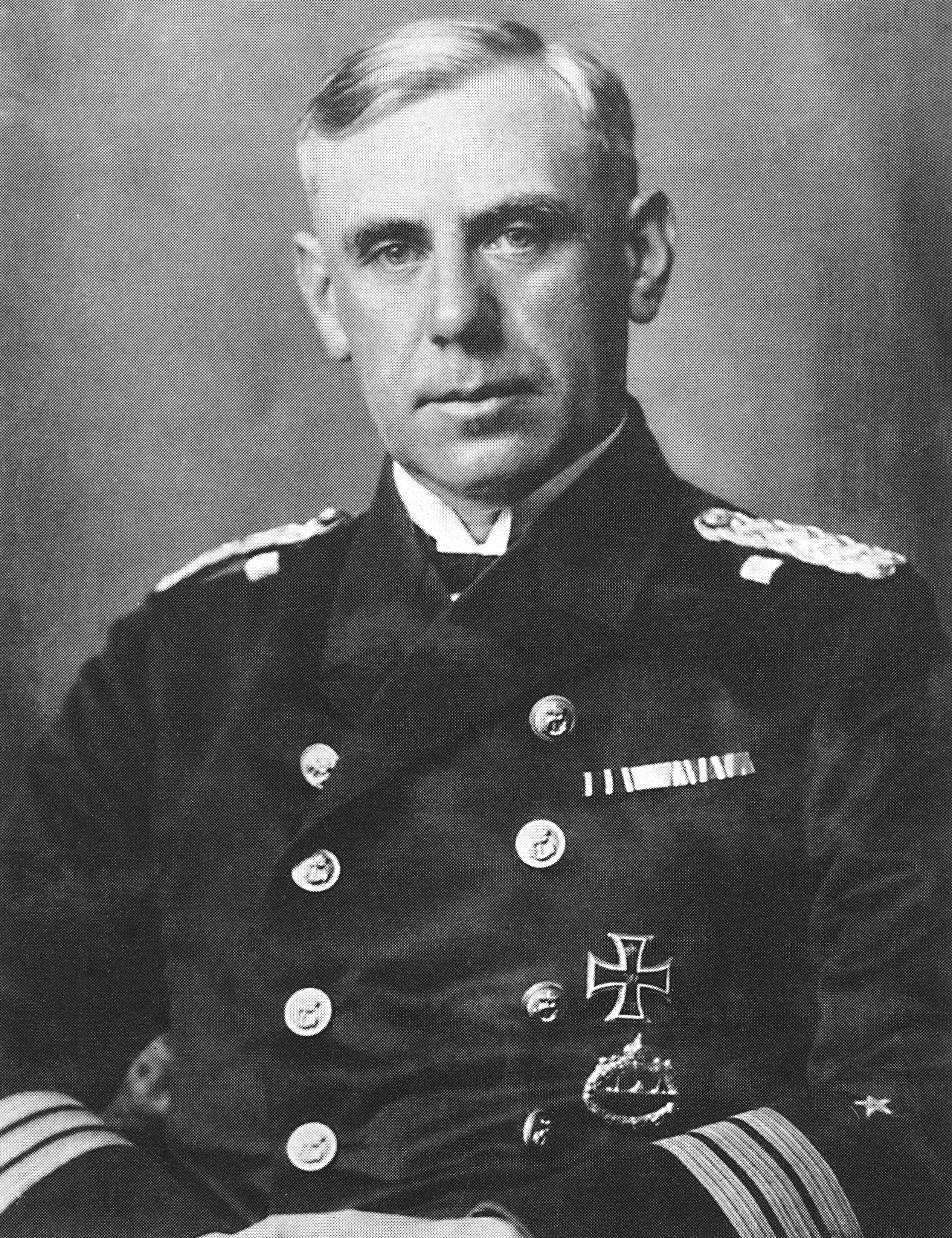
Adm. Wilhelm Canaris

Wkrótce nazistowska polityka wobec polskiej elity społecznej i intelektualnej uległa jednak radykalizacji. Niemiecki historyk Martin Broszat wiązał ten fakt z odejściem przez Adolfa Hitlera od jakichkolwiek koncepcji politycznego rozwiązania sprawy polskiej. Inni historycy zwracają również uwagę na wpływ, jaki na poglądy Hitlera wobec Polaków i Żydów wywarł jego pobyt na terenach działań wojennych między 3 a 26 września 1939 roku. Na fakt, że decyzja o fizycznej likwidacji polskich elit została podjęta już w pierwszej połowie września, z inspiracji samego Führera, wskazuje kilka przesłanek. 8 września 1939 roku szef Abwehry adm. Wilhelm Canaris, w rozmowie z gen. Carlem-Heinrichem von Stülpnagelem, relacjonował swoje spotkanie z Reinhardem Heydrichem. Według Canarisa, szef SD i SiPo miał skarżyć się, że niemieckie sądy wojenne w Polsce działają zbyt powoli, dodając: „Szarych ludzi chcemy oszczędzić, ale arystokracja, popi i Żydzi muszą zostać wyeliminowani”. Następnego dnia gen. Franz Halder ujawnił w wąskim gronie oficerów, iż „zamiarem Führera i Göringa jest zniszczenie i wytępienie polskiego narodu, czego zresztą, nawet aluzyjnie, nie można zapisać”. 12 września adm. Canaris wziął udział w naradzie w specjalnym pociągu Hitlera w Jełowej. Odbył wtedy rozmowę z szefem Oberkommando der Wehrmacht, gen. Wilhelmem Keitelem, któremu zwrócił uwagę na „krążące plotki” o planowanych masowych rozstrzeliwaniach, wymierzonych w szczególności w polską arystokrację i duchowieństwo. Keitel odpowiedział, że „decyzja została już podjęta przez Führera”, a Wehrmacht, o ile nie chce być bezpośrednio zaangażowany w eksterminację, „musi zaakceptować, iż pojawią się obok niego SS i Gestapo”. Mniej więcej od tego czasu można zaobserwować rosnącą niezależność Einsatzgruppen od Wehrmachtu, a zarazem narastającą brutalizację ich działań.

## Przebieg operacji

### Modus operandi

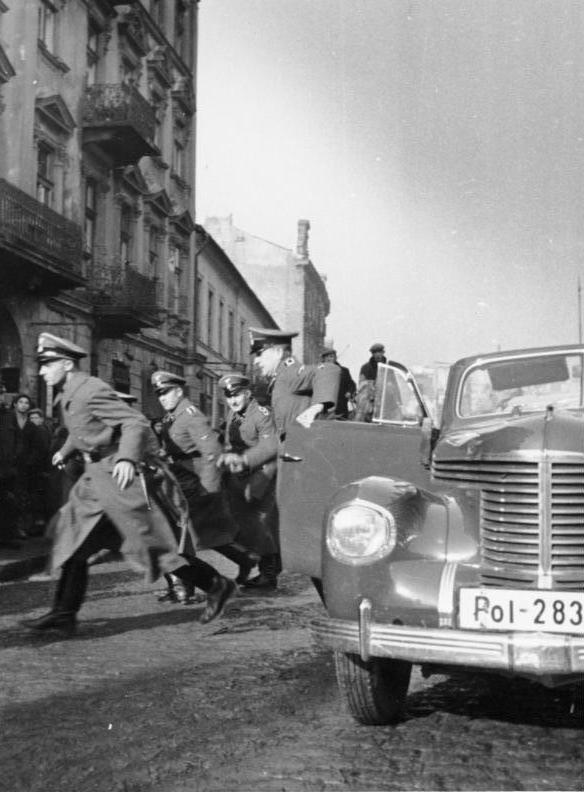
Funkcjonariusze SD podczas obławy w okupowanej Polsce

Einsatzgruppen posuwały się w ślad za armiami Wehrmachtu, wkraczając do polskich miejscowości niemal natychmiast po ich zajęciu przez regularne wojsko. Sztaby zazwyczaj lokowały się w większych miastach, podczas gdy Einsatzkommandos organizowały filie w leżących wokół mniejszych miejscowościach. Taktyka ta pozwalała roztoczyć kontrolę nad danym obszarem. Jednocześnie stawiano fundament pod przyszłe stacjonarne placówki SD i SiPo. Wraz z postępami Wehrmachtu sztaby Einsatzgruppen stopniowo przenosiły się do miast w głębi kraju. Z kolei Einsatzkommandos pozostawiały część funkcjonariuszy na dotychczasowych posterunkach, podczas gdy reszta podążała w ślad za sztabami (jako ich flanka lub straż przednia). Zdarzało się, że niektóre pododdziały po eskapadzie w głąb Polski powracały na pierwotne obszary operacyjne. Einsatzgruppen kontynuowały działalność także po zakończeniu działań wojennych w Polsce.
W zajętych miastach i miejscowościach Einsatzgruppen przeprowadzały masowe aresztowania. Zatrzymywano w szczególności osoby, których nazwiska figurowały na przygotowanych przed wybuchem wojny listach proskrypcyjnych. Listy te były na bieżąco aktualizowane i uzupełniane – przede wszystkim w oparciu o donosy składane przez miejscowych volksdeutschów oraz dane pochodzące ze zdobycznej dokumentacji, którą znajdowano w siedzibach polskich urzędów i organizacji. Ponadto zatrzymywano i mordowano polskich obrońców cywilnych, których Wehrmacht nie zdążył dotąd pojmać i rozstrzelać. Zgodnie z wytycznymi: „Kto z Polaków zbiegł, nie może więcej powrócić”, rozstrzeliwano uchodźców z zachodnich województw, którzy po zakończeniu działań wojennych usiłowali powrócić do swych domów. Czasami ofiary, zwłaszcza wcześniej wyznaczone jako zakładnicy, mordowano jawnie – podczas publicznych egzekucji. Znacznie częściej jednak były one zabijane potajemnie, w odosobnionych miejscach kaźni, takich jak lasy czy żwirownie.
Część więźniów trafiała do organizowanych przez Einsatzgruppen prowizorycznych obozów. Nosiły one różne nazwy: „obozy przejściowe dla jeńców cywilnych” (Durchgangslager fur Zivilgefangene), „obozy zbiorcze” (Sammellager), „obozy dla internowanych” (Internierungslager) itp. Były to pierwsze niemieckie nazistowskie obozy dla ludności cywilnej, które uruchomiono na okupowanych ziemiach polskich. Po zakończeniu akcji „Intelligencja” zostały zlikwidowane lub przekształcone.
Funkcjonariusze Einsatzgruppen wielokrotnie przeprowadzali rewizje w domach prywatnych w poszukiwaniu broni. Przeszukiwali gmachy publiczne oraz siedziby organizacji politycznych i społecznych (polskich i żydowskich), starając się zdobyć dokumentację i kartoteki pozwalające na identyfikację ich członków.
Do zadań Einsatzgruppen należało również przejmowanie i zabezpieczanie zakładów przemysłowych. Przeprowadzały one ponadto rekwizycje rozmaitych dóbr materialnych, w tym surowców (takich jak benzyna, olej napędowy, drewno i zbiory rolne), gotówki i dewiz w bankach, zbiorów muzealnych i bibliotecznych itp. Rekwirowano należące do Polaków i Żydów sklepy i przedsiębiorstwa.

### Marszruty Einsatzgruppen
Dla Einsatzgruppe I, która podążała w ślad za oddziałami niemieckiej 14 Armii, miejscem koncentracji był Wiedeń. Jej sztab – przez terytorium Słowacji oraz Cieszyn – dotarł do Krakowa, w którym pozostał do połowy września 1939 roku. Poszczególne oddziały operacyjne zajmowały w tym czasie następujące pozycje: EK 1/I – Katowice, EK 2/I – Cieszyn, EK 3/I – Zakopane, EK 4/I – Rybnik. Dwa wydzielone pododdziały pozostawiono przejściowo na Słowacji, skąd później dołączyły do głównych sił EG I. 13 września EK 2/I przeniosło się do Krakowa. EK 3/I udało się natomiast kolejno do Rzeszowa i Jarosławia, następnie powróciło do Rzeszowa, a na początku listopada ostatecznie zatrzymało się w Lublinie. EK 1/I pozostawało na Górnym Śląsku mniej więcej do 23 września, a następnie przeniosło się do Sanoka. Z kolei EK 4/I przeniosło się z Rybnika do Cieszyna. Około 20 września sztab grupy operacyjnej udał się w kierunku Przemyśla, skąd po pięciu dniach powrócił do Krakowa.
Dla Einsatzgruppe II, która podążała w ślad za oddziałami niemieckiej 10 Armii, miejscem koncentracji były Gliwice. Przekroczywszy polską granicę, dotarła najpierw do Lublińca, skąd później udała się do Częstochowy. Sztab przebywał tam do 20 września, by następnie przenieść się do Radomia. Oddział operacyjny EK 1/II zatrzymał się na stałe w Częstochowie, przystępując jednocześnie do organizowania swoich fili w Lublińcu, Piotrkowie Trybunalskim i Tarnowskich Górach. Z kolei EK 2/II przemieściło się z Gorzowa Śląskiego przez Wieluń do Radomska, w którym przebywało od 8 do 17 września. Następnie przebywało przez pewien czas w Kielcach, by 27 września dołączyć do sztabu w Radomiu. Mniejsze pododdziały organizowały w tym czasie placówki w poszczególnych miejscowościach. 17 października sztab EG II przeniósł się z Radomia do Lublina, gdzie pozostał do 14 listopada.
Dla Einsatzgruppe III, która podążała w ślad za oddziałami niemieckiej 8 Armii, miejscem koncentracji był Wrocław. Jej sztab dotarł przez Kalisz do Łodzi, gdzie urządził swoją stałą siedzibę. Oddział operacyjny EK 2/III przebywał stale przy sztabie, organizując jednocześnie swoje filie w Ostrowie Wielkopolskim, Rawiczu i Lesznie. Z kolei EK 1/III zatrzymywało się kolejno w Ostrzeszowie, Kaliszu i Poznaniu, by 23 września połączyć się z resztą EG III w Łodzi. Następnie EK 1/III zorganizowało swoje filie w Skierniewicach, Włocławku, Tomaszowie Mazowieckim i Zduńskiej Woli. Ponadto wydzielony pododdział z EK 1/III skierowano w październiku do Chełma.
Dla Einsatzgruppe IV, która podążała w ślad za oddziałami niemieckiej 4 Armii, miejscem koncentracji była szkoła SD w Krosinie. Przekroczywszy polską granicę, oddział operacyjny EK 1/IV dotarł najpierw do Więcborka, po czym jego wysunięte pododdziały wkroczyły 5 września do Bydgoszczy, biorąc udział wraz z Wehrmachtem w brutalnej pacyfikacji tego miasta. Sztab EG IV oraz główne siły EK 2/IV stacjonowały początkowo w Chojnicach, skąd 8 września dołączyły do EK 1/IV w Bydgoszczy. Mniej więcej w tym samym czasie do tego miasta dotarły także wydzielone pododdziały EK 1/IV, które uprzednio operowały w okolicach Więcborka i Nakła nad Notecią. W dalszej kolejności niewielkie oddziały wydzielone wyruszyły w kierunku Chełmży i Inowrocławia, natomiast główne siły EG IV, pozostawiwszy w Bydgoszczy komando likwidacyjne i łączników, skierowały się w połowie września na wschód. Znalazłszy się na obszarze operacyjnym 3 Armii, EG IV wkroczyła 19 września do Białegostoku. Dwa dni później zawróciła na północny-zachód, by przez wschodniopruskie Ełk i Insterburg przejść do obszaru operacyjnego 8 Armii. 1 października EG IV wkroczyła do Warszawy. 8 października 10-osobowy zwiad wysłano do Lublina.
Dla Einsatzgruppe V, która podążała w ślad za oddziałami niemieckiej 3 Armii, miejscami koncentracji były Olsztyn i Kwidzyn. Sztab przekroczył granicę 6 września, po czym skierował się do Działdowa. Przebywał tam przez dwa tygodnie, po czym 21 września przeniósł się do Serocka. W międzyczasie oddział operacyjny EK 1/V udał się do Grudziądza, przystępując jednocześnie do organizowania swoich filii na zachód i północ od Działdowa. 12 września EK 1/V zostało przerzucone z Grudziądza do Łomży, później dołączyło do sztabu grupy operacyjnej w Działdowie, by 20 września przemieścić się przez Ostrołękę do Drogoszewa i Ostrowii Mazowieckiej. Z kolei EK 2/V przez pierwszy tydzień wojny pozostawało w Nidzicy po niemieckiej stronie granicy. Następnie przesunęło się do Działdowa i urządziło swoją filię w Mławie. 9 września wznowiło marsz na południe, zajmując Przasnysz, Ciechanów, Maków Mazowiecki, Kolno, Serock i Pułtusk. W tym ostatnim mieście skoncentrowano 20 września jego główne siły. Nowo utworzone EK 3/V przekroczyło polską granicę dopiero 20 września, a jego poszczególne pododdziały rozproszyły się na całym obszarze działania grupy operacyjnej. 3 października wszystkie jednostki EG V skoncentrowały się w Mławie.
Einsatzgruppe VI została utworzona we Frankfurcie nad Odrą, a jej zadaniem było spacyfikowanie Wielkopolski i zluzowanie operującej tam EG III. 11 września EG VI rozpoczęła działania na terenie powiatów międzychodzkiego i nowotomyskiego. 12 września wkroczyła do Poznania i przystąpiła do tworzenia filii i posterunków na terenie regionu. Powstały one m.in. w Gostyniu, Jarocinie, Kaliszu, Kępnie, Koninie, Kościanie, Krotoszynie, Lesznie, Rawiczu, Środzie Wielkopolskiej, Szamotułach, Śremie, Wolsztynie i Wrześni. EG VI objęła cały teren operacji do 23 września. Oddział operacyjny EK 1/VI działał w południowej Wielkopolsce, podczas gdy EK 2/VI było aktywne w północnej części tego regionu.
Naprędce utworzona w pierwszych dniach września Einsatzgruppe zur besonderen Verwendung skoncentrowała się w Gliwicach. Początkowo operowała w polskiej części Górnego Śląska i w Zagłębiu Dąbrowskim, przy czym jej kontyngent SiPo wkroczył 6 września do Katowic (następnego dnia dotarł tam również sztab grupy operacyjnej). 10 września EG z. b. V. wyruszyła na wschód, zabrawszy ze sobą – bez uzgodnienia z dowództwem Wehrmachtu – część 3 pułku Ordnungspolizei. Przez Kraków dotarła do Tarnowa (13 września), a następnie do Przemyśla (16 września). Cztery dni później, na skutek konfliktów z Wehrmachtem, wywołanych masowymi zbrodniami na Żydach, EG z. b. V. otrzymała rozkaz powrotu na Górny Śląsk.
Einsatzkommando 16 było najmniej mobilnym ze wszystkich oddziałów operacyjnych. Do 26 września stacjonowało w całości w Gdańsku. Następnie jednostkę podzielono, tworząc oddziały w Gdyni, Toruniu i Bydgoszczy oraz mniejsze filie w Kościerzynie, Starogardzie Gdańskim, Tucholi, Grudziądzu i Brodnicy.
Jak wskazują autorzy monografii Einsatzgruppen w Polsce, największe zagęszczenie grup operacyjnych odnotowano na Górnym Śląsku, Pomorzu Gdańskim, w Wielkopolsce, a także w Małopolsce i na Podkarpaciu. W regionach tych operowały bowiem – częściowo równocześnie, a częściowo kolejno – nawet 2–3 Einsatzgruppen. Tam też ich działania pochłonęły największą liczbę ofiar.

### Eksterminacja „polskiej warstwy przywódczej”

#### Pierwsze zbrodnie

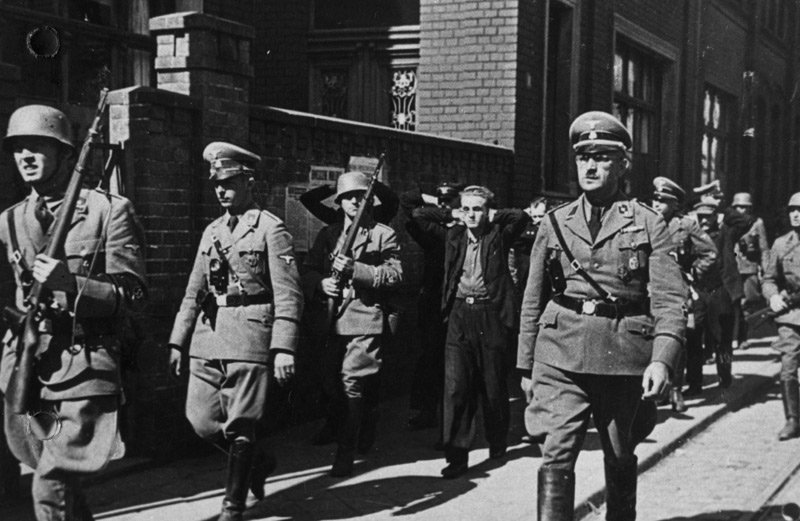
Polacy aresztowani w Bydgoszczy, wrzesień 1939

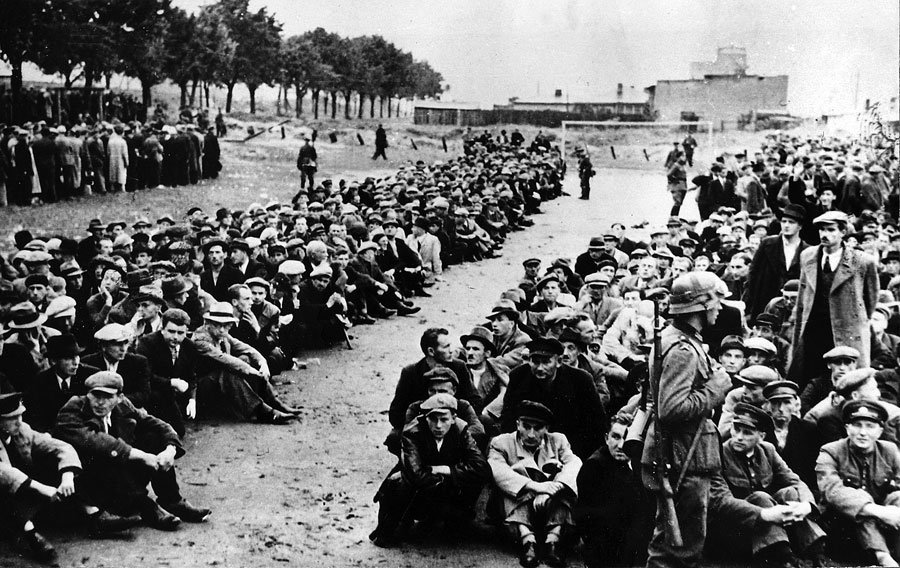
Polacy internowani pod zdobyciu Gdyni

Zgodnie z rasistowskim stereotypem Polaka panującym w III Rzeszy nazistowscy przywódcy wierzyli, że świadomość narodową posiada wyłącznie polska inteligencja, podczas gdy lud skupia się na codziennym bycie i jest mu obojętny los państwa. Z tego powodu zakładano, że „nosicielami narodowego oporu” będą przede wszystkim elity społeczne. Ich eliminacja miała umożliwić Niemcom utrzymanie w ryzach podbitego kraju, a w dalszej perspektywie doprowadzić do zniszczenia polskiej tożsamości narodowej i przekształcenia polskiego społeczeństwa w bierną, amorficzną masę, która w najlepszym razie mogłaby służyć jako niewykwalifikowana siła robocza dla III Rzeszy.
Jako „inteligencję” przeznaczoną do likwidacji niemieccy naziści nie uznawali jednak wyłącznie osób, które można by zakwalifikować do danej warstwy społecznej ze względu na ich wykształcenie lub majątek. Kategorię tę definiowali znacznie szerzej, zaliczając do niej również osoby cieszące się autorytetem w społeczeństwie oraz wykazujące inicjatywę i umiejętności kierownicze. Za potencjalnych „nosicieli narodowego oporu” uznawano w szczególności nauczycieli, duchownych katolickich, ziemian, prawników, urzędników, oficerów w stanie spoczynku, weteranów powstań narodowych i członków organizacji krzewiących polskość, takich jak Polski Związek Zachodni, Związek Strzelecki „Strzelec”, Polskie Towarzystwo Gimnastyczne „Sokół” itp. Hitlerowscy decydenci określali tych ludzi mianem „polskiej warstwy przywódczej” (Führungsschicht), a działania mające na celu ich eksterminację nazywano natomiast „politycznym oczyszczaniem terytorium” (Politische Flurbereinigung) lub akcją „Inteligencja” (Intelligenzaktion). Likwidacja polskich elit była głównym zadaniem, które powierzono Einsatzgruppen.
Podczas akcji „Inteligencja”, Einsatzgruppen były wspierane przez inne niemieckie nazistowskie formacje policyjne i paramilitarne, takie jak bataliony Ordnungspolizei, jednostka specjalna Wachsturmbann „Eimann”, pułk SS-Totenkopf-Standarte 2 „Brandenburg” czy batalion SS-Heimwehr-Sturmbann „Götze”. Kluczową rolę w działaniach eksterminacyjnych odegrał zwłaszcza Volksdeutscher Selbstschutz, w którego szeregach służyli członkowie niemieckiej mniejszości w Polsce. Co do zasady Einsatzgruppen pełniły jednak rolę wiodącą i organizującą.
W pierwszym tygodniu kampanii wrześniowej liczba egzekucji przeprowadzanych przez Einsatzgruppen była jeszcze relatywnie niewielka, zwłaszcza w porównaniu z masakrami i egzekucjami dokonywanymi w tym samym czasie przez Wehrmacht. W kolejnych tygodniach zaczęła jednak rosnąć. Narastającą radykalizację i brutalność działań Einsatzgruppen można było zaobserwować przede wszystkim na Pomorzu Gdańskim. Pretekstem stały się wydarzenia tzw. bydgoskiej „krwawej niedzieli” oraz inne prawdziwe lub rzekome przypadki polskich represji wobec volksdeutschów. EK1/IV dowodzone przez SS-Sturmbannführera Helmuta Bischoffa wspólnie z Wehrmachtem wzięło udział w brutalnej pacyfikacji Bydgoszczy. Między 5 a 11 września w mieście zamordowano od 570 do 770 osób. Do Bydgoszczy przybyło także EK 2/IV. 12 września – na mocy porozumienia między wojskowym komendantem miasta gen. mjr. Walterem Braemerem a dowódcą EG IV, SS-Brigadeführerem Lotharem Beutelem – jego funkcjonariusze rozstrzelali w podmiejskich lasach od 120 do 150 aresztowanych Polaków. Po odejściu EG IV do Bydgoszczy przybył jeden z pododdziałów Einsatzkommando 16, którego funkcjonariusze wspólnie z członkami Selbstschutzu skupili się odtąd na eksterminacji „polskiej warstwy przywódczej”. W okolicach Kartuz funkcjonariusze EK 16 oraz miejscowi Niemcy z Selbstschutzu zamordowali we wrześniu co najmniej kilkadziesiąt osób, w tym około 20 członków Polskiego Związku Zachodniego oraz 10 księży katolickich. We wrześniu w Starogardzie Gdańskim i okolicy rozstrzelano około 150 Polaków.
Na Górnym Śląsku, obok regularnych oddziałów Wojska Polskiego, opór wkraczającym Niemcom stawiły ochotnicze formacje samoobrony. Fakt ten wywołał ogromny niepokój wśród dowództwa Wehrmachtu, które zaczęło nadsyłać alarmistyczne meldunki o rzekomo rozwijającym się na Górnym Śląsku „polskim powstaniu”. Do pacyfikacji regionu – obok jednostek Wehrmachtu i dywersyjnego Freikorps Ebbinghaus – zaangażowano dwie operujące tam grupy operacyjne: EG I i EG II. Niemniej Wehrmacht uznawał, że siły te są wciąż niewystarczające. Reichsführer-SS Heinrich Himmler wykorzystał tę sytuację, by 3 września utworzyć nową grupę operacyjną – Einsatzgruppe zur besonderen Verwendung, której zadaniem miało być „radykalne stłumienie wszystkimi dostępnymi środkami tlącego się polskiego powstania na okupowanych terenach Górnego Śląska”. Wraz z nią wysłano dodatkowe bataliony Ordnungspolizei. Celem masowych represji stali się cywilni obrońcy Górnego Śląska oraz osoby, których nazwiska widniały na niemieckich listach proskrypcyjnych. Jak wskazują raporty Einsatzgruppen, szczególnie zaciekle tropiono jednak weteranów powstań śląskich oraz dawnych działaczy plebiscytowych. Masowe egzekucje miały miejsce m.in. w Katowicach i okolicznych lasach. Według polskich źródeł niemieccy żołnierze, policjanci, esesmani i dywersanci zamordowali tam we wrześniu nawet do 750 osób. Aresztowania i egzekucje miały miejsce także w innych miastach i miejscowościach. Między innymi, 12 września EG II we współpracy z żandarmerią polową przeprowadziła obławę w Lublińcu i 31 okolicznych miejscowościach. Aresztowano wtedy od 164 do 180 Polaków. Byli to rezerwiści, którzy nie zdążyli dołączyć do swoich oddziałów, a przez Niemców zostali oskarżeni o „szaber” lub „działalność powstańczą”. Około 17 września wszyscy zostali rozstrzelani przez funkcjonariuszy EG II. Łącznie, według polskich szacunków, we wrześniu 1939 roku Niemcy zamordowali na Górnym Śląsku około 1400 osób.
Także w Wielkopolsce pretekstem do zastosowania masowych represji stało się rzekome „polskie powstanie”. Niemcy kierowali się w tym wypadku doświadczeniami z lat 1918–1919, a ich obawy podsycił fakt, że opór wkraczającym jednostkom Wehrmachtu stawiły naprędce sformowane straże obywatelskie. Początkowo na terenie Wielkopolski operowała EG III. Być może doszło wtedy do zbrodni z udziałem jej funkcjonariuszy, aczkolwiek nie ma na to jednoznacznych dowodów. W połowie września do pacyfikacji regionu przystąpiła nowo utworzona EG VI i rozpoczęła masowe aresztowania w wielu miastach i miejscowościach Wielkopolski. 16 września funkcjonariusze EK 1/VI przeprowadzili zbiorową egzekucję w Różopolu pod Ślesinem (18 ofiar), a następnego dnia zamordowali 21 osób na tzw. łąkach kijewskich pod Środą Wielkopolską. W kolejnych dniach miały miejsce m.in. publiczne egzekucje zakładników w Śmiglu i Kościanie (30 września i 2 października, łącznie 16 ofiar). 12 października, w odwecie za zerwanie nazistowskiej flagi, funkcjonariusze EK 2/VI rozstrzelali pięciu mieszkańców Otorowa. Kolejnych pięciu mieszkańców tej wsi rozstrzelano następnego dnia w Szamotułach.

#### Nasilenie działań eksterminacyjnych

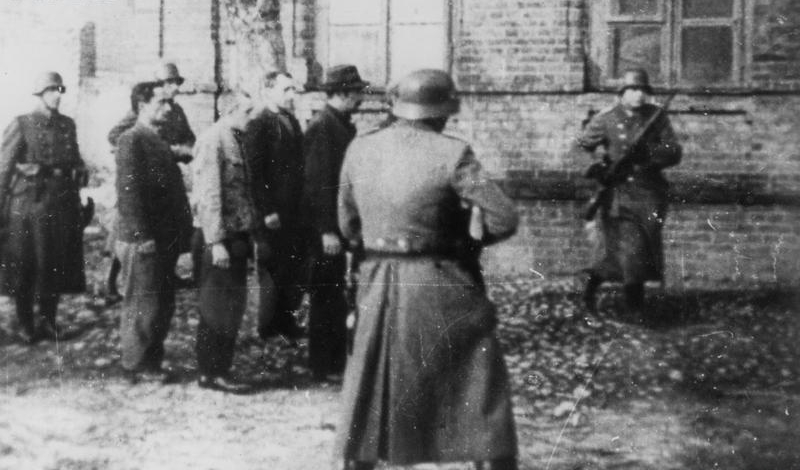
Egzekucja Polaków pod Kaliszem

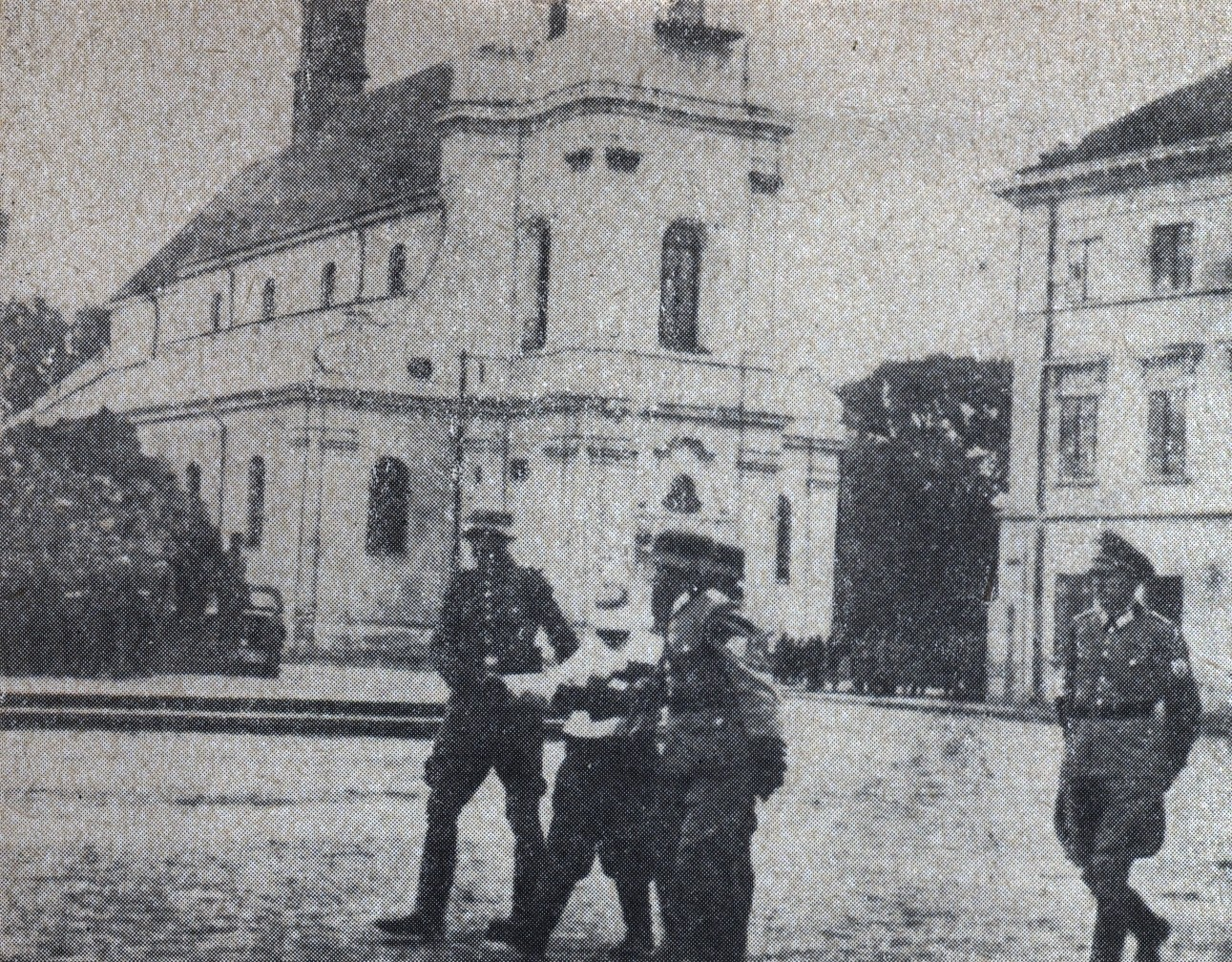
Publiczna egzekucja ks. Romana Pawłowskiego w Kaliszu, 18 października 1939

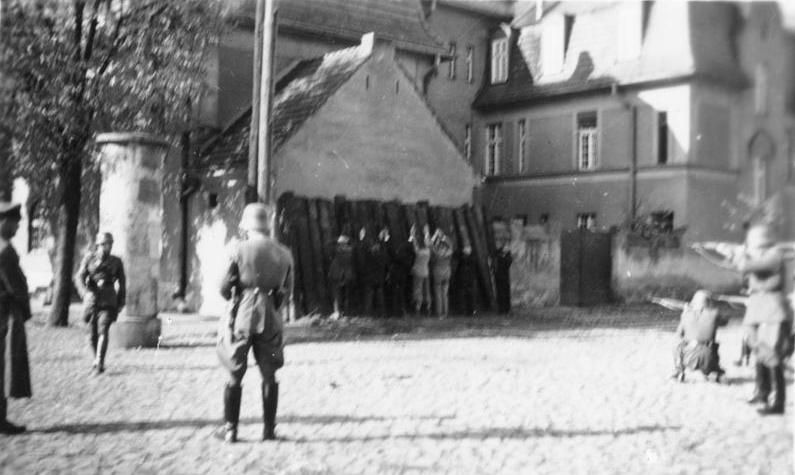
Egzekucja Polaków w Kórniku dokonana przez Einsatzgruppe VI, 20 października 1939

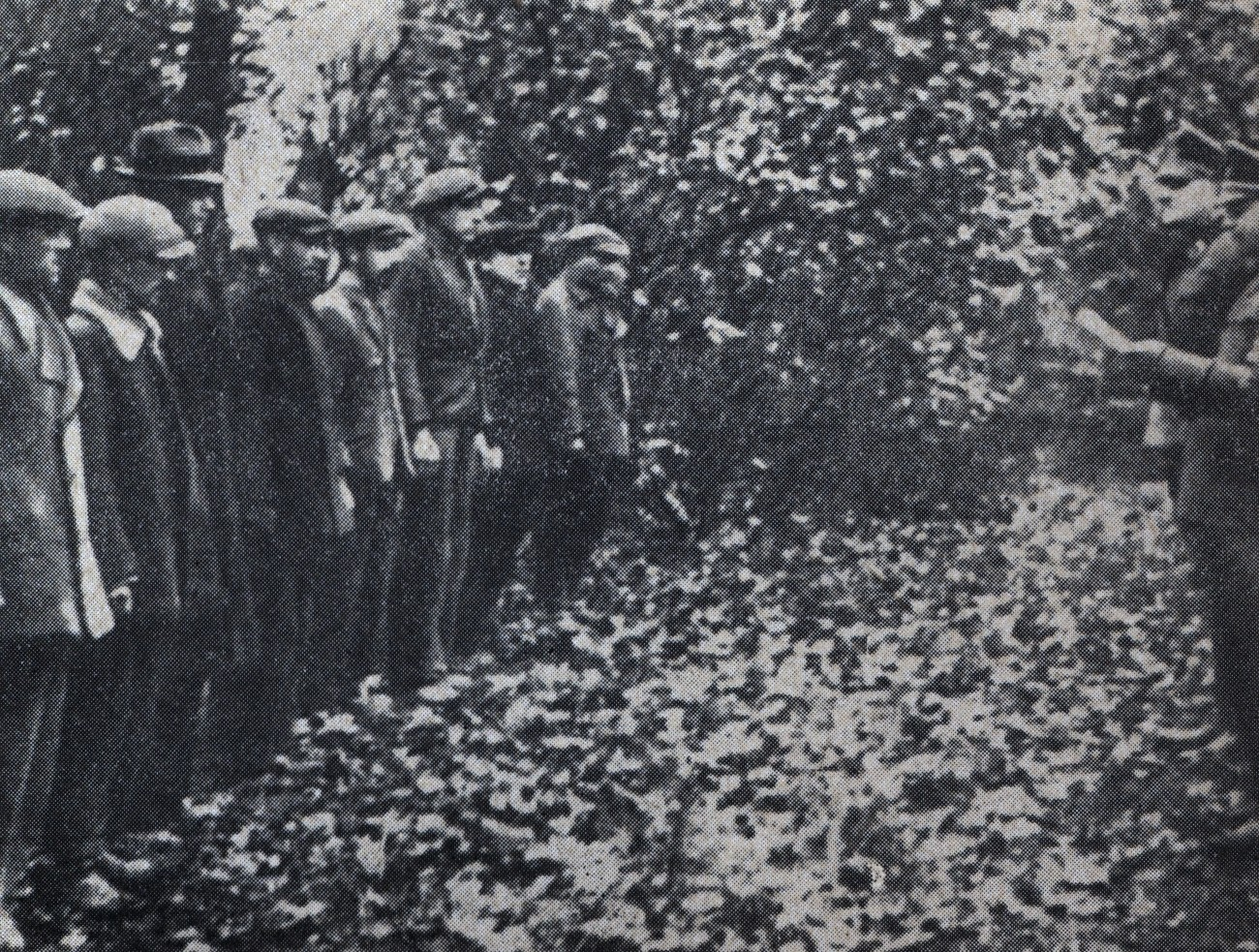
Egzekucja Polaków w Szubinie, 22 października 1939

21 września, a więc jeszcze przed zakończeniem działań wojennych w Polsce, w Berlinie odbyła się narada pod przewodnictwem SS-Gruppenführera Reinharda Heydricha, w której udział wzięli szefowie najważniejszych departamentów Głównego Urzędu Policji Bezpieczeństwa i dowódcy Einsatzgruppen. Heydrich poinformował uczestników, że tereny dawnego zaboru pruskiego zostaną wcielone do Rzeszy, natomiast na terenach centralnej Polski powstanie „okręg z ludnością obcojęzyczną”. Oznajmił jednocześnie, że na terenach okupowanych pozostało „najwyżej 3%” polskiego „politycznego kierownictwa”, rozkazując jego unieszkodliwienie poprzez deportację do obozów koncentracyjnych. Einsatzgruppen polecono przygotować listy, na których znajdą się „znaczący przywódcy […] nauczyciele, duchowni, arystokracja, legioniści, powracający oficerowie itd.” Ci ostatni mieli zostać aresztowani i wysiedleni do przyszłego Generalnego Gubernatorstwa. Heydrich polecił jednocześnie, aby więźniów zabijać tylko „w samoobronie lub przy próbach ucieczki”. Wszystkie pozostałe sprawy miały być przekazywane sądom wojennym, przy czym należało je „tak zarzucić wnioskami, żeby nie mogły uporać się z pracą”. Polacy niezaliczani do grona inteligencji mieli zostać stopniowo wysiedleni z ziem wcielonych do Rzeszy. Docelowo naród polski miał zostać sprowadzony do roli „wiecznych, sezonowych robotników tułaczy”, natomiast zamieszkiwany przezeń „rezerwat” miał zostać wyeksploatowany i zmieniony w „rumowisko pod względem ekonomicznym, społecznym, kulturalnym i politycznym”.
Wraz z ustaniem działań wojennych w Polsce i przygotowaniami do przejęcia przez administrację cywilną władzy wykonawczej na ziemiach okupowanych, wzrosła intensywność i brutalność działań SS i policji. Z datowanej na 2 października notatki Martina Bormanna wynika, że Hitler nakazał Hansowi Frankowi: „Należy bezwarunkowo zadbać o to, żeby nie było żadnych polskich panów […] należy ich, choć to brzmi brutalnie, zabić”. Z kolei 14 października odbyła się ostatnia narada szefów departamentów i dowódców Einsatzgruppen. W charakterze gościa uczestniczył w niej namiestnik Kraju Warty, Arthur Greiser. Podczas tego spotkania Heydrich polecił zakończyć likwidację „jądra polskości” (führenden Polentums) do 1 listopada. Przypomniał przy tym, że Einsatzgruppen dysponują listami gończymi, na których widnieją nazwiska Polaków, którzy powinni zostać „unieszkodliwieni” po zajęciu danego obszaru. Trzy dni później, podczas narady z udziałem najwyższych przywódców państwa, partii i Wehrmachtu, Hitler ponownie podkreślił, że „trzeba zapobiec wybiciu się polskiej inteligencji na warstwę kierowniczą”, jasno wskazując, że jej neutralizacja będzie wymagać działań, które nie będą się mieścić w żadnych normach prawnych.
Liczba egzekucji zwiększyła się zwłaszcza na obszarze Pomorza Gdańskiego, które wcielono do Rzeszy jako część tzw. Okręgu Gdańsk-Prusy Zachodnie. Operujące tam Einsatzkommando 16 było – wedle słów Dietera Schenka – „wyłącznie plutonem egzekucyjnym, którego zadanie sprowadzało się do codziennego zwiększania liczby rozstrzelanych, czego żądał szef policji bezpieczeństwa i SD, Heydrich”. EK 16 mogło liczyć na wsparcie ze strony stosunkowo licznie zamieszkującej ten region niemieckiej mniejszości. Miejscowi volksdeutsche, znający doskonale lokalne realia i stosunki społeczne, pomagali w identyfikacji przedstawicieli „polskiej warstwy przywódczej”, a także bezpośrednio uczestniczyli w prześladowaniu i mordowaniu swoich polskich i żydowskich sąsiadów, służąc w szeregach paramilitarnego Selbstschutzu. Głównymi miejscami kaźni na Pomorzu były: Lasy Piaśnickie w pobliżu Wejherowa, Las Szpęgawski w pobliżu Starogardu Gdańskiego, Bydgoszcz i okolice – w tym zwłaszcza lasy pod Tryszczynem i „dolina śmierci” pod Fordonem, las Barbarka pod Toruniem, Klamry w pobliżu Chełmna, Mniszek i Grupa pod Świeciem, Karolewo w pobliżu Więcborka, Pola Igielskie w pobliżu Chojnic, Rypin oraz okoliczne lasy, Rudzki Most koło Tucholi, Księże Góry pod Grudziądzem, Paterek w pobliżu Nakła, las Birkenek w pobliżu Brodnicy, piaskownia w Łopatkach koło Wąbrzeźna, okolice Łobżenicy, okolice Skarszew, okolice Kartuz, Małe Czyste koło Dorposza Szlacheckiego, Las Zajączek pod Skórczem, Buszkowo pod Koronowem i inne.
Mimo wcześniejszych obaw, Wielkopolska została stosunkowo szybko uznana przez niemieckie władze okupacyjne za region spacyfikowany. W tej sytuacji, najpóźniej na początku października, głównym celem Einsatzgruppe VI oraz współpracujących z nią formacji stała się likwidacja „polskiej warstwy przywódczej”. Od tego momentu liczba i częstotliwość egzekucji znacznie wzrosły. Również tutaj jako pretekst posłużyły rzekome prześladowania mniejszości niemieckiej w Polsce. W październiku i listopadzie w prowizorycznym obozie koncentracyjnym, który EG VI zorganizowała na terenie Fortu VII w Poznaniu, rozstrzelano ponad 100 Polaków. 630 więźniów tego obozu zamordowano jesienią 1939 roku w Lasach Zakrzewsko-Palędzkich, a kolejnych sześćdziesięciu w lasach pod wsią Dębienko i w lasach pod Sowinkami. 20, 21 i 23 października 1939 roku EG VI przeprowadziła serię egzekucji publicznych w czternastu miastach na terenie powiatów gostyńskiego, kościańskiego, leszczyńskiego, średzkiego i śremskiego. Zamordowano wtedy 233 lub 235 Polaków. W Łodzi osoby aresztowane w ramach Intelligenzaktion były osadzane w prowizorycznym obozie koncentracyjnym na Radogoszczu, a następnie wywożone na egzekucje do Lasów Lućmierskich i Lasu Łagiewnickiego. W listopadzie 1939 roku zamordowano tam kilkaset osób. Innym miejscem kaźni był Las Kobylnicki, gdzie w listopadzie EK 1/VI rozstrzelało od 86 do 113 więźniów przywiezionych z Szamotuł. Obywateli polskich, których aresztowano w ramach „politycznego oczyszczania przedpola”, rozstrzeliwano także w Lasach Mędziska (gmina Obrzycko), Lesie Winiary pod Kaliszem, Lesie Bytyńskim, Lasach Gniewkowskich pod Inowrocławiem, na Wzgórzach Morzewskich, w lasach pod Wrześnią, Kościanem i Rydzyną, na cmentarzach żydowskich w Koninie, Kaliszu i w Sieradzu oraz w wielu innych miejscach.
Na terenach północnego Mazowsza Einsatzgruppe V i Selbstschutz przeprowadziły liczne aresztowania i egzekucje osób oskarżonych o posiadanie broni. Celem represji stała się również polska inteligencja i duchowieństwo; wymierzone w nie obławy i aresztowania nasiliły się zwłaszcza w listopadzie. Tej jesieni masowe egzekucje były przeprowadzane m.in. w lasach pod Łąckiem, Ościsłowem, Chudkiem, Serockiem i Ostrołęką, a także w Ciechanowie, Przasnyszu i Pułtusku. Począwszy od grudnia 1939 roku, funkcję centrum eksterminacji polskiej inteligencji w rejencji ciechanowskiej pełnił „obóz przejściowy dla polskich jeńców cywilnych” w Działdowie.
Jesienią 1939 roku działania przeciwko „polskiej warstwie przywódczej” były prowadzone przez Einsatzgruppen także na terenach centralnej Polski, które weszły w skład Generalnego Gubernatorstwa. W Warszawie funkcjonariusze EG IV przeprowadzali masowe aresztowania polskich działaczy społecznych i politycznych. Między innymi, 8 października zatrzymano 354 duchownych katolickich i nauczycieli, gdyż władze okupacyjne uznały, że ze względu na postawę „pełną polskiego szowinizmu” stanowią oni dla Niemców „olbrzymie zagrożenie. Wielu więźniów zostało później rozstrzelanych przez funkcjonariuszy Ordnungspolizei i kawalerzystów SS w ogrodach sejmowych, Lesie Kabackim i w Palmirach. 6 listopada SS-Sturmbannführer Bruno Müller i jego podwładni z EK 2/I podstępnie aresztowali 184 wykładowców i pracowników krakowskich uczelni wyższych. W tym samym miesiącu kilkuset przedstawicieli polskiej inteligencji aresztowano w Lublinie. Podczas tej akcji grupa funkcjonariuszy EK 3/I, na czele z jej dowódcą SS-Sturmbannführerem Alfredem Hasselbergiem, wtargnęła do gmachu kurii biskupiej, gdzie aresztowali biskupów Mariana Fulmana i Władysława Gorala oraz kilkunastu innych duchownych. Masowe aresztowania miały także miejsce w Częstochowie, Radomiu oraz w innych miastach. Pretekstem były nieudany zamach na Adolfa Hitlera w Monachium oraz przypadające na 11 listopada polskie Święto Niepodległości. Część więźniów po pewnym czasie zwolniono, wielu innych pozostawiono jednak w więzieniach lub deportowano do obozów koncentracyjnych.
Rozwiązanie Einsatzgruppen w drugiej połowie listopada 1939 roku nie oznaczało zakończenia Intelligenzaktion. Kontynuowały ją stacjonarne placówki SD i policji bezpieczeństwa, przy czym na ziemiach wcielonych do Rzeszy trwała ona do wiosny 1940 roku, a w Generalnym Gubernatorstwie – do lata 1940 roku.

### Akcje antyżydowskie

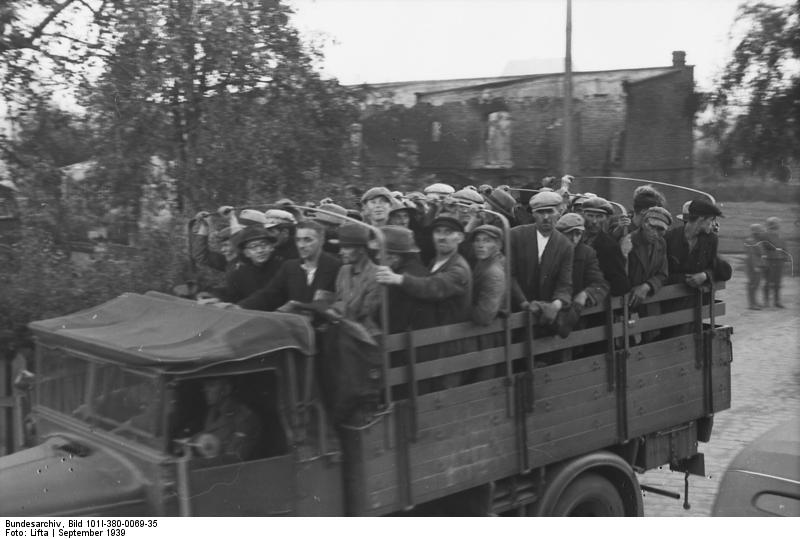
Grupa Żydów aresztowanych przez Einsatzgruppen

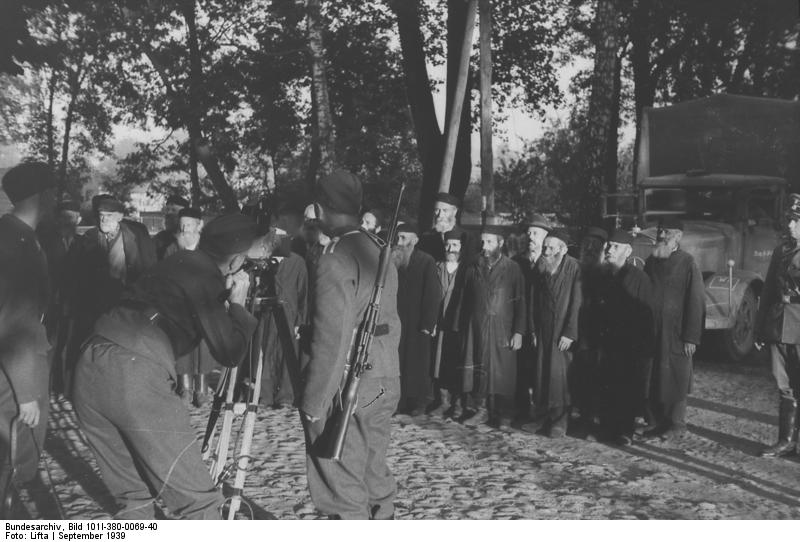
Aresztowani Żydzi. Na pierwszym planie filmujący ich esesmani i policjanci

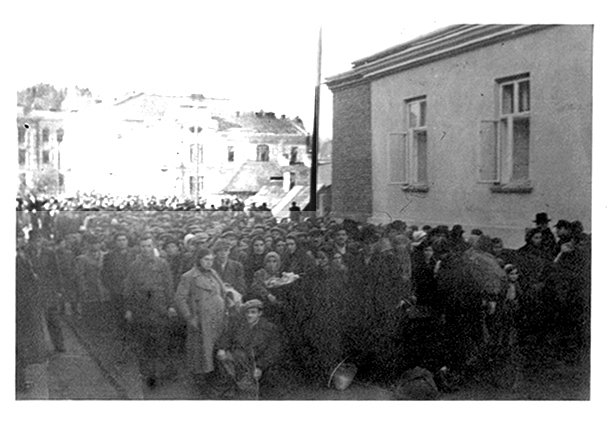
Wypędzenie Żydów z Sanoka

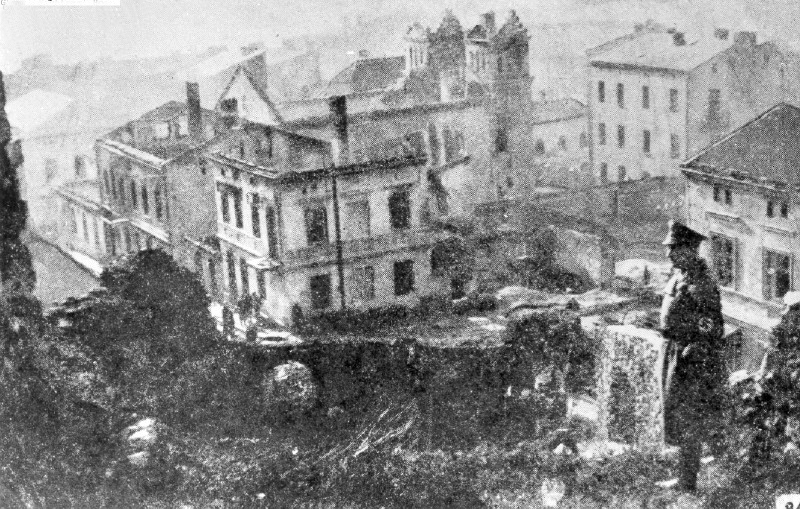
Niemiecki oficer oglądający ruiny synagogi w Będzinie, spalonej dzień wcześniej przez EG z.b.V.

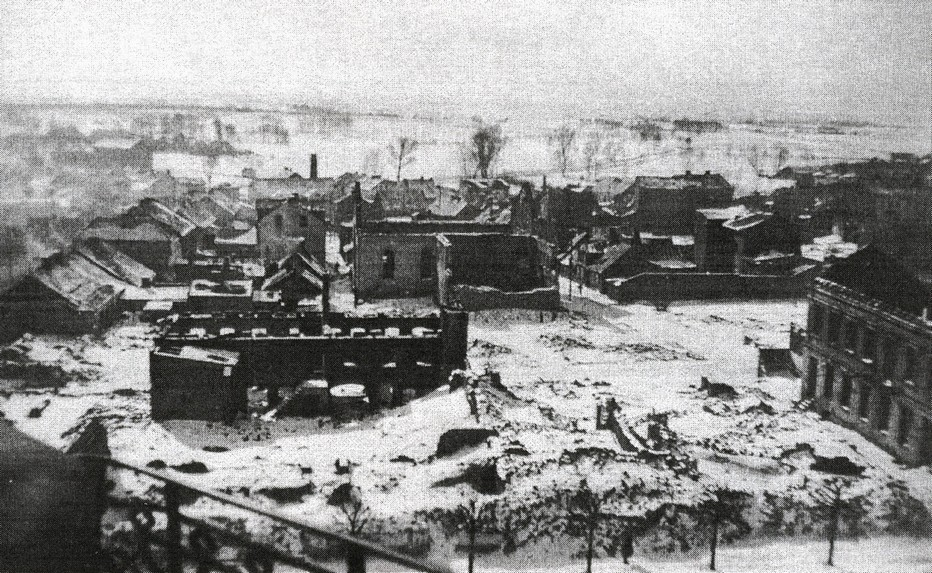
Spalona synagoga w Mławie

Działania Einsatzgruppen jesienią 1939 roku nie były wymierzone wyłącznie w „polską warstwę przywódczą”. Ofiarą masowych i brutalnych represji padli również polscy Żydzi.
Nazistowscy przywódcy z niepokojem obserwowali fakt, że w wyniku okupacji zachodniej i centralnej Polski liczba Żydów znajdujących się pod niemieckim panowaniem wzrosła o prawie 2 miliony. Już na początku drugiego tygodnia września 1939 roku SS-Gruppenführer Reinhard Heydrich zaproponował wysiedlenie polskich Żydów na tereny, które zgodnie z zapisami układu Ribbentrop-Mołotow miały się znaleźć pod okupacją ZSRR. Plan ten został najprawdopodobniej zaakceptowany przez naczelne dowództwo Wehrmachtu. Świadczyć może o tym dyrektywa z 12 września 1939 roku, skierowana przez płk. Eduarda Wagnera do dowództwa Grupy Armii „Południe”, zawierająca rozkaz „wywiezienia za San” wszystkich Żydów z polskiej części Górnego Śląska.
Jednocześnie, aby przyspieszyć masowy exodus ludności żydowskiej do strefy sowieckiej, Niemcy rozpoczęli brutalne pogromy i wysiedlenia. Kluczową rolę w tej akcji odgrywała Einsatzgruppe zur besonderen Verwendung, której dalsza obecność na Górnym Śląsku – po tym, gdy okazało się, że bynajmniej nie wybuchło tam „polskie powstanie” – nie była już niezbędna. Do działań antyżydowskich w południowej Polsce zaangażowano ponadto Einsatzgruppe I.
9 września Einsatzgruppe z.b.V. dokonała masakry w Będzinie, gdzie jej funkcjonariusze spalili synagogę i zamordowali kilkuset Żydów. Prawdopodobnie ta sama jednostka zamordowała około 50 Żydów w Trzebini i 98 Żydów w okolicach Sławkowa. Z kolei egzekucja 32 Żydów pod Wieliczką, która miała miejsce 12 września, jest przypisywana albo EG I, albo EG z.b.V. Tego samego dnia w Krakowie, w odwecie za rzekome ostrzelanie patrolu Luftwaffe, funkcjonariusze EG I rozstrzelali dziesięciu Żydów. Swoistym „znakiem firmowym” Einsatzgruppen, zwłaszcza w południowej Polsce, stały się w tym czasie podpalenia synagog. Między innymi, 8 września EG z.b.V. spaliła Synagogę Wielką w Katowicach. Proceder ten przybrał takie rozmiary, że Heinrich Himmler był zmuszony wydać 9 września zarządzenie, aby oszczędzone zostały przynajmniej synagogi w Krakowie, Łodzi i Warszawie. Wysiedleniom i egzekucjom towarzyszyła grabież żydowskiego mienia.
Po dotarciu nad San, Einsatzgruppe z.b.V. i EG I systematycznie mordowały Żydów, aby wywołać falę ucieczek na tereny okupowane przez ZSRR. Na odcinku między Sandomierzem a Jarosławiem EK 3/I wypędziło za San około 18 tysięcy Żydów. W Dynowie inny oddział operacyjny, EK 1/I, zamordował co najmniej 200 osób. Około 150 ofiar rozstrzelano poza miastem, pozostałych pięćdziesiąt spalono żywcem w synagodze. Kilka dni później pozostałych dynowskich Żydów przepędzono wpław przez San do strefy sowieckiej. Pod Starym Samborem batalion Ordnungspolizei podporządkowany EG z.b.V. zamordował 18 Żydów. Największa masakra miała jednak miejsce w Przemyślu, gdzie między 16 a 19 września 1939 roku funkcjonariusze EG z.b.V. i EG I zamordowali co najmniej 500–600 Żydów.
Wypędzenia Żydów poza niemiecko-sowiecką linię demarkacyjną były także przeprowadzane na północnym Mazowszu i na Suwalszczyźnie, które docelowo miały zostać wcielone w skład Prus Wschodnich. Einsatzgruppe V wypędziła m.in. znaczną liczbę Żydów z Mławy, Przasnysza, Ostrołęki, Pułtuska i Nasielska. W tym regionie wysiedlenia początkowo przeprowadzano bez większych ekscesów, jednak pod koniec września brutalność działań EG V zaczęła narastać. Między innymi, w nocy z 29 na 30 września esesmani spalili synagogę w Sierpcu. Łącznie EG V wysiedliła z północnego Mazowsza około 20 tys. Żydów.
Od pierwszych dni okupacji Einsatzgruppen były zaangażowane w tworzenie Judenratów. Między innymi, w pierwszych dniach października 1939 roku funkcjonariusze EG IV nakazali zorganizowanie rady żydowskiej w Warszawie, wyznaczając Adama Czerniakowa na jej przewodniczącego. Ponadto na początku października przy udziale funkcjonariuszy Einsatzgruppen zorganizowano pierwsze getto w okupowanej Polsce, tj. getto w Piotrkowie Trybunalskim.
21 września, podczas odbywającej się pod przewodnictwem Heydricha narady szefów najważniejszych departamentów Głównego Urzędu Policji Bezpieczeństwa i dowódców Einsatzgruppen, ustalono, że wszyscy Żydzi zamieszkujący ziemie, które planowano wcielić do Rzeszy, zostaną przesiedleni na tereny centralnej Polski. Masowe wysiedlenia miało poprzedzić usunięcie ludności żydowskiej z obszarów wiejskich i jej koncentracja w większych ośrodkach miejskich. Na pozostałych terenach okupowanych także zamierzano przymusowo przesiedlić Żydów do większych miejscowości, zwłaszcza do tych, które leżały w pobliżu linii kolejowych. Podjęto jednocześnie decyzje dotyczące przeprowadzenia spisu ludności żydowskiej i oficjalnie usankcjonowano proces tworzenia Judenratów.

## Stosunki Einsatzgruppen z Wehrmachtem

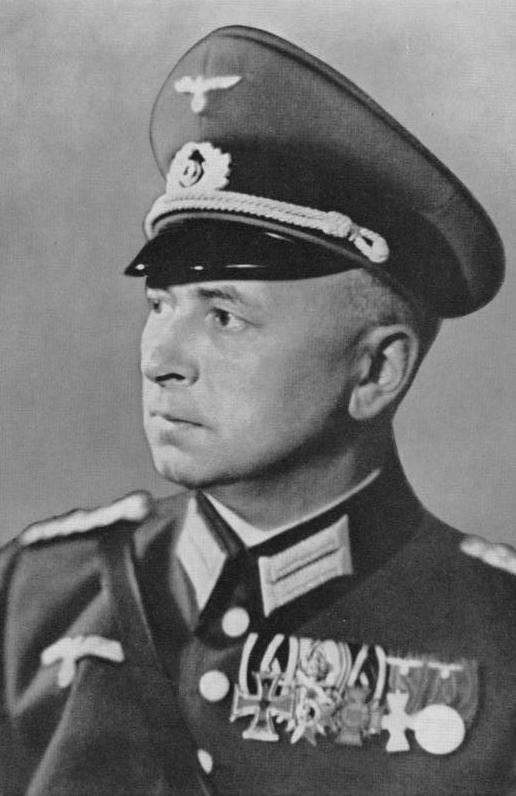
Płk Eduard Wagner

Koncepcja użycia Einsatzgruppen nie była nowością dla niemieckiej generalicji. Towarzyszyły one bowiem Wehrmachtowi podczas Anschlussu Austrii i aneksji Kraju Sudetów w 1938 roku, a także podczas bezkrwawej okupacji Czech i Moraw w marcu 1939 roku. Ich użycie przeciwko Polsce także nie spotkało się z obiekcjami. Już w kwietniu 1939 roku szef sztabu Oberkommando des Heeres (OKH), gen. Franz Halder, stwierdził, że „tereny [na tyłach walczących wojsk] zajęte zostaną w znacznym stopniu przez formacje paramilitarne partii”.
29 sierpnia 1939 roku SS-Gruppenführer Reinhard Heydrich i SS-Brigadeführer Werner Best spotkali się z szefem sztabu generalnego kwatermistrza w OKH, płk. Eduardem Wagnerem. Zawarto wtedy porozumienie, które regulowało kwestie współpracy między Wehrmachtem a Einsatzgruppen. „Wytyczne dla zagranicznych operacji Sicherheitspolizei i SD”, na których bazowało porozumienie, wspominały o „trwałym powiązaniu” i konieczności zachowania przez grupy operacyjne „gładkich stosunków” z Wehrmachtem, pomijając jednak milczeniem kwestie podporządkowania. Niemniej Wehrmacht stał na stanowisku, że Einsatzgruppen będą podporządkowane dowództwom armii, do których były przydzielone. Nieprecyzyjne zapisy porozumienia pozostawiały jednak pewne pole do interpretacji, z czego skorzystał na przykład dowódca Einsatzgruppe III, uznając, że podporządkowanie odnosi się wyłącznie do jego osoby – nie zaś do całej grupy operacyjnej. Na tym etapie dowództwo Wehrmachtu prawdopodobnie nie było jeszcze wtajemniczone w szczegóły zadań Einsatzgruppen, niemniej zapewne zdawało sobie sprawę, że ich działania będą miały zbrodniczy charakter, znacznie wykraczający poza zapewnienie bezpieczeństwa na tyłach walczących wojsk.
12 września, podczas rozmowy z adm. Canarisem w Jełowej, gen. Wilhelm Keitel stwierdził, że Wehrmacht, o ile nie chce bezpośrednio uczestniczyć w eksterminacji polskich arystokratów i duchownych, „musi zaakceptować, iż pojawią się obok niego SS i Gestapo”, a na terytorium okupowanym oprócz zarządców wojskowych będą działać zarządcy cywilni, odpowiedzialni za „etniczną likwidację”. Najwyższe dowództwo Wehrmachtu zaakceptowało tym samym zarówno zbrodniczą politykę Hitlera, jak i okrojenie kompetencji zarządu wojskowego na pobitych ziemiach polskich. Informacja o podjętych przez Führera decyzjach nie została jednak przekazana dowódcom związków operacyjnych walczących w Polsce, co w niektórych przypadkach doprowadziło do lokalnych sporów między Wehrmachtem a Einsatzgruppen.
18 września Naczelny Dowódca Wojsk Lądowych gen. Walther von Brauchitsch stwierdził, że na okupowanym terytorium władzę wykonawczą sprawują wyłączne dowódcy poszczególnych armii i grup armii, natomiast zarządzenia wszelkich innych władz są „prawnie nieskuteczne”. Następnego dnia Heydrich odbył rozmowę z płk. Wagnerem, której przedmiotem były występujące spory kompetencyjne. Z relacji gen. Franza Haldera wynika, że ustalono wtedy, iż „oczyszczenie przedpola” – jasno zdefiniowane jako eliminacja „żydostwa, inteligencji, duchowieństwa i arystokracji” – zostanie przeprowadzone po zniesieniu zarządu wojskowego w okupowanej Polsce i przejęciu władzy przez administrację cywilną. Do tego czasu Einsatzgruppen były zobowiązane do informowania Wehrmachtu o swoich zadaniach. Z relacji Heydricha wynika ponadto, że wówczas ustalono, iż dowódcy Einsatzgruppen nadal formalnie podlegają dowódcom poszczególnych armii, jednak instrukcje będą otrzymywać bezpośrednio od szefa Sicherheitspolizei. Tym samym Einsatzgruppen uzyskały faktyczną samodzielność. Z kolei Wehrmacht nie zakwestionował ani prawomocności, ani sensu ludobójczej polityki nazistów, zastrzegł sobie jedynie, że apogeum jej realizacji przypadnie na okres, w którym wojsko nie będzie już prawnie odpowiedzialne za sytuację na okupowanym obszarze.
20 września kwestia sprawowania władzy wykonawczej na podbitym obszarze była przedmiotem rozmowy Hitlera z Brauchitschem. Führer obiecał informować zarówno dowództwo wojskowe, jak i kierownictwo SS o swoich zamierzeniach. Również dowódcy SS i policji w okupowanej Polsce mieli informować o swoich działaniach właściwych dowódców wojskowych. Z kolei Brauchitsch w pełni zaaprobował plany masowych wysiedleń Polaków i Żydów z ziem dawnego zaboru pruskiego, uzgadniając jedynie z Hitlerem, że odbędą się one po zakończeniu działań wojennych w Polsce. Jednocześnie Brauchitsch ponownie zaakceptował w imieniu wojska plan „politycznego oczyszczenia przedpola” – aczkolwiek nadal przy założeniu, że zostanie ono przeprowadzone przez administrację cywilną. Zgodził się ponadto na dalsze okrojenie kompetencji okupacyjnego zarządu wojskowego poprzez oddanie w ręce Sicherheitspolizei i Ordnungspolizei sądownictwa doraźnego.
21 września Brauchitsch wydał zarządzenie dla dowódców związków operacyjnych i komendantów obszarów tyłowych. Znalazły się w nim m.in. następujące stwierdzenia:

Grupy operacyjne policji mają do przeprowadzenia na polecenie i według wskazań Führera pewne etniczno-policyjne zadania na terenach okupowanych […] Szczegółowe wykonanie tych zadań ma zostać pozostawione miejscowym komendantom policyjnych grup operacyjnych i jest poza odpowiedzialnością naczelnych dowódców.

Rozkaz nie wskazywał, na czym dokładnie będą polegać „etniczno-policyjne zadania”. Dowódcom wojskowym polecono informować o działaniach SS i policji, jednakże zakazując ingerencji. Mieli jedynie zobowiązać dowódców Einsatzgruppen, „ażeby w swej działalności uwzględniali interesy wojska”. Usamodzielnienie Einsatzgruppen zostało tym samym jednoznacznie potwierdzone.
Następnego dnia Brauchitsch spotkał się z Heydrichem, a 30 września – z Himmlerem i ponownie z Heydrichem. Potwierdzono wtedy, że SS będzie informować Wehrmacht o swoich planach i działaniach. Jednocześnie Brauchitsch zdołał wymusić na Heydrichu zgodę, by ze względów logistycznych i gospodarczych, a także w celu „uniknięcia złego wrażenia za granicą”, wstrzymać wysiedlenia Żydów oraz „polityczne oczyszczanie przedpola” do czasu całkowitego zakończenia działań wojennych w Polsce i przerzucenia głównych sił Wehrmachtu na front zachodni. Brauchitsch odrzucił skargi Heydricha na zbyt powolne działanie sądów wojennych i wymusił wycofanie zarządzenia nakazującego rozstrzeliwanie bez sądu wszystkich polskich „partyzantów i powstańców”.
Fakt, że oddziały zabezpieczające tyły zostały wzmocnione przez formacje policyjne i paramilitarne, takie jak Einsatzgruppen, SS-Verfügungstruppe, SS-Totenkopfverbände i Volksdeutscher Selbstschutz, był przyjmowany z aprobatą przez niemiecką generalicję. Współpraca między Wehrmachtem a Einsatzgruppen układała się na ogół harmonijnie. Niekiedy wojsko samo domagało się od SS i policji przeprowadzenia „akcji oczyszczających”. Zdarzało się, m.in. w Przemyślu i okolicach, że żołnierze Wehrmachtu wspólnie z esesmanami i policjantami uczestniczyli w pogromach i masakrach Żydów. 19 września dowódca 14 Armii gen. Wilhelm List był wręcz zmuszony wydać swoim żołnierzom rozkaz, aby „koniecznie zaprzestać działań przeciwko Żydom”. Z kolei w rozkazie wydanym pięć dni później, dotyczącym konieczności utrzymania dyscypliny w szeregach wojska, gen. Brauchitsch podkreślił między innymi, że „wojskowym zabrania się udziału w egzekucjach dokonywanych przez policję”. Zdarzało się, że Geheime Feldpolizei przekazywała Einsatzgruppen swoich więźniów celem rozstrzelania. Fakt ten zirytował Heydricha i skłonił go do złożenia oficjalnego protestu w dowództwie Grupy Armii „Południe”.
Niemniej w kilku przypadkach odnotowano protesty przeciwko zbrodniczej działalności grup operacyjnych. W Lublińcu oficer kontrwywiadu GA „Południe”, mjr Rudolf Langhaeuser, podjął bezskuteczną próbę zapobieżenia rozstrzelaniu przez Einsatzgruppe II około 164–180 polskich mężczyzn (rzekomych „powstańców” i „szabrowników”). Na obszarze operacyjnym 14 Armii zbrodnie na Żydach, które popełniała SS, wywołały poruszenie wśród części oficerów i żołnierzy Wehrmachtu. Według doniesień, które otrzymał adm. Canaris, ich irytację miał wzbudzić zwłaszcza fakt, że „młodzi ludzie próbują swojej odwagi na bezbronnych, zamiast walczyć na froncie”. Zdarzały się przypadki, gdy ta niechęć przeradzała się w otwartą wrogość, prowadząc do bójek między żołnierzami a esesmanami. Ostatecznie 20 września, na żądanie płk. Wagnera, Einsatzgruppe z.b.V. została w trybie natychmiastowym wycofana na Górny Śląsk. Na skutek ekscesów, do których doszło podczas wysiedlania Żydów z Mławy, dowódca 3 Armii gen. Georg von Küchler zaproponował wycofanie EG V z powrotem do Prus Wschodnich, do czego ostatecznie jednak nie doszło.
Zasadniczo protesty wojska przeciwko zbrodniom popełnianym przez Einsatzgruppen wynikały wyłącznie z przekonania, że są to ekscesy spowodowane brakiem dyscypliny. Gdy jednak stało się jasne, że odbywają się na podstawie odgórnych rozkazów, krytyka ze strony Wehrmachtu umilkła. Zdarzało się, że wyższe dowództwo poczuwało się do obowiązku, aby stłumić rodzącą się w szeregach wojska krytykę SS. 1 października 1939 roku, niedługo po wycofaniu Einsatzgruppe z.b.V. na Górny Śląsk, dowódca 14 Armii gen. Wilhelm List wystosował specjalny rozkaz, w którym wskazywał, że siły policyjne kierowane przez SS-Obergruppenführera Woyrscha „interweniowały bezwzględnie i w poważnym stopniu spełniły swoje zadanie”, a żołnierze muszą być świadomi, że „dalsze wsparcie komand operacyjnych w ich zadaniach policji straży granicznej i policji państwowej jest interesie wojska”. Dowódca Ober-Ostu, gen. Johannes Blaskowitz, który krytykował Einsatzgruppen, wskazując, że „działają niemal wyłącznie jako komanda egzekucyjne”, ściągnął na siebie gniew Hitlera i został szybko pozbawiony stanowiska.

## Przekształcenie w placówki stacjonarne
17 października 1939 roku referat Unternehmen „Tannenberg” został rozwiązany. Raporty nadsyłane przez Einsatzgruppen były odtąd opracowywane w departamencie IV nowo utworzonego Głównego Urzędu Bezpieczeństwa Rzeszy (Reichssicherheitshauptamt, RSHA).
1 listopada 1939 roku dowódca Einsatzgruppe I, SS-Brigadeführer Bruno Streckenbach, został mianowany dowódcą SD i Policji Bezpieczeństwa (Befehlshaber der Sicherheitspolizei und des SD, BdS) w Generalnym Gubernatorstwie (z siedzibą w Krakowie). Jego dotychczasowy sztab przeszedł do urzędu BdS. Sześć dni później dotychczasowy dowódca Einsatzkommando 16, SS-Obersturmbannführer Rudolf Tröger został mianowany inspektorem SD i Policji Bezpieczeństwa (Inspekteur der Sicherheitspolizei und des SD, IdS) w okręgu Gdańsk-Prusy Zachodnie, podczas gdy dotychczasowy dowódca Einsatzgruppe V, SS-Standartenführer Ernst Damzog, został mianowany IdS w okręgu Kraj Warty.
20 listopada 1939 roku Einsatzgruppen zostały oficjalnie rozwiązane. Na ich bazie utworzono stałe placówki SD i SiPo w okupowanej Polsce. Między innymi:
- funkcjonariusze EK 1/I, EK 2/I i EK 4/I przeszli do urzędu komendanta SD i policji bezpieczeństwa (Kommandeur der Sicherheitspolizei und des SD, KdS) w Krakowie oraz do podległych mu placówek terenowych w dystrykcie krakowskim.
- funkcjonariusze EK 3/I i EK 1/III przeszli do urzędu KdS w Lublinie oraz do podległych mu placówek terenowych w dystrykcie lubelskim.
- funkcjonariusze EG II i EK 2/III przeszli do urzędu KdS w Radomiu oraz do podległych mu placówek terenowych w dystrykcie radomskim.
- funkcjonariusze EG IV przeszli do urzędu KdS w Warszawie oraz do podległych mu placówek terenowych w dystrykcie warszawskim.
- funkcjonariusze EK 1/V przeszli do placówki SiPo w Inowrocławiu.
- funkcjonariusze EK 1/VI przeszli do placówki SiPo w Łodzi.
- funkcjonariusze EK 2/VI przeszli do placówki SiPo w Poznaniu.
- funkcjonariusze kontyngentu SiPo przy Einsatzgruppe z. b. V. utworzyli placówkę SiPo w Katowicach.
- funkcjonariusze EK 16 obsadzili placówki SiPo w Gdańsku, Bydgoszczy i Grudziądzu.

W analogiczny sposób rozmieszczono personel SD i Kriminalpolizei, który służył dotąd w szeregach Einsatzgruppen.

## Ofiary
Szacuje się, że do końca 1939 roku w ramach akcji „politycznego oczyszczania przedpola” w okupowanej Polsce zamordowano ponad 47 tys. osób, w tym:
- około 30 tys. osób w okręgu Gdańsk-Prusy Zachodnie;
- około 10 tys. osób[f] w Kraju Warty;
- około 5 tys. osób w Generalnym Gubernatorstwie;
- około 1,5 tys. osób na Górnym Śląsku;
- około 1 tys. osób w rejencji ciechanowskiej.

Ponadto w tym okresie zamordowano około 7 tys. Żydów.
Nie jest możliwe ustalenie, ile spośród tych zbrodni można bezpośrednio przypisać Einsatzgruppen, a ile Selbstschutzowi i pozostałym niemieckim formacjom. Niemniej autorzy monografii Einsatzgruppen w Polsce przypuszczają, że liczba ofiar grup operacyjnych „wyrażała się pięcioma cyframi”.
Autorzy wspomnianej monografii porównując działalność Einsatzgruppen w Polsce w 1939 roku z ich działalnością na terytorium ZSRR w 1941 roku, podkreślają znaczenie tych pierwszych, wskazując:

Bez nich jakościowy skok w Związku Sowieckim jest nie do wytłumaczenia. To one były zwrotniczymi na drodze do wojny ras i wojny totalnej.

Kazimierz Radziwończyk również podkreślał, że Polska była dla Einsatzgruppen „poligonem doświadczalnym” przed masowymi akcjami eksterminacyjnymi w ZSRR.

## Odpowiedzialność sprawców
Niektórzy spośród funkcjonariuszy i dowódców Einsatzgruppen, którzy uczestniczyli w operacji „Tannenberg”, zostali po wojnie pociągnięci do odpowiedzialności karnej. Skazano ich jednak w sprawach, w których akt oskarżenia nie obejmował czynów popełnionych w trakcie tej operacji. Żaden nie został skazany za zbrodnie popełnione w Polsce jesienią 1939 roku.
W 1972 roku zachodnioniemiecka prokuratura wniosła akt oskarżenia przeciwko Wernerowi Bestowi w związku z jego rolą jako organizatora akcji „Tannenberg”. Postępowania sądowego jednak nie wszczęto z powodu wątpliwości co do zdolności oskarżonego do udziału w procesie. Best do swojej śmierci w 1989 roku pozostał na wolności.
W 1973 roku akt oskarżenia wniesiono również przeciwko Brunonowi Streckenbachowi, jednak i w tym przypadku uznano, że z powodu stanu zdrowia nie jest on zdolny do udziału w procesie.
Jakob Lölgen, dowódca placówki Einsatzkommando 16 w Bydgoszczy, oraz jego podwładny Horst Eichler zostali postawieni w stan oskarżenia za swoją działalność jesienią 1939 roku. W 1966 roku, w kontrowersyjnym procesie przed sądem krajowym w Monachium, obaj zostali jednak uniewinnieni.
W związku ze zbrodniami popełnionymi w Bydgoszczy jesienią 1939 roku tymczasowo aresztowani zostali Lothar Beutel, Helmut Bischoff, Walter Hammer i Bernhard Baatz. Ostatecznie żaden z nich nie został jednak postawiony w stan oskarżenia.
Niektórzy funkcjonariusze Einsatzgruppen, którzy jesienią 1939 roku służyli w Polsce, osiągnęli po wojnie wysokie stanowiska w strukturach zachodnioniemieckiej policji i służb specjalnych. Kurt Zillmann, adiutant dowódcy jednego z komand Sicherheitspolizei przy Einsatzgruppe z. b. V., został w 1959 roku kierownikiem Krajowego Urzędu Policji Kryminalnej w Kilonii. Eduard Michael, członek Einsatzgruppe II, a następnie kierownik placówki Gestapo w Częstochowie, został szefem kadr w Bundeskriminalamt. Dr Rudolf Oebsger-Röder, kierownik komórki SD przy Einsatzkommando 16, pełnił funkcję szefa rezydentury Bundesnachrichtendienst w Dżakarcie oraz pracował jako rzecznik domu i dworu indonezyjskiego dyktatora Suharto.
Autorzy monografii Einsatzgruppen w Polsce nie mają wątpliwości, że dla uczestników operacji „Tannenberg” wydano w powojennych Niemczech „swoistą abolicję”. Ich zdaniem:

Odpowiedzi na pytanie, dlaczego mimo niejednego śledztwa grupy operacyjne z roku 1939 przeleciały przez sito orzecznictwa, można się jedynie domyślać: widocznie w głowach prokuratorów i sędziów – a także niemieckich historyków – utrwalił się obraz dopiero ostatnio obalony, że kampania przeciwko Polsce, mimo pewnych wykroczeń, była jeszcze względnie normalną wojną i że rzeczywista wojna totalna, motywowana względami rasowymi, zaczęła się dopiero w 1941 operacją „Barbarossa”.

## Odniesienia w kulturze
- W roku 1979 w Monachium została wydana praca niemieckich autorów Alfreda Spießa i Heinera Lichtensteina pod tytułem Unternehmen Tannenberg. Der Anlass zum Zweiten Weltkrieg[211] . W Polsce wydana w roku 1990 przez wydawnictwo Bellona pod tytułem Akcja Tannenberg. Pretekst do rozpętania II wojny światowej[212] . Książka skupia się głównie na niemieckich prowokacjach granicznych z sierpnia 1939 roku, w tym m.in. na ataku na urząd celny w Stodołach oraz prowokacji gliwickiej.
- W roku 2017 wydany został 51-minutowy film dokumentalny Operacja Tannenberg w reżyserii i ze scenariuszem Anny Piaseckiej-Bosackiej. Film został wyprodukowany we współpracy z Narodowym Centrum Kultury oraz współfinansowany przez Polski Instytut Sztuki Filmowej. Film ukazuje losy polskich działaczy społecznych z okresu międzywojennego XX wieku, którzy zostali zamordowani przez niemieckie okupacyjne władze na początku II wojny światowej[213][214][215][216].
- W roku 2019 ukazał się 48-minutowy film Listy śmierci. Akcja Inteligencja w reżyserii Hanny Etemadi. Film przedstawia działania hitlerowskie podjęte na wiele miesięcy przed napaścią na Polskę, mające na celu sporządzenie list polskich elit przeznaczonych do likwidacji podczas wojny[217][218].
- Podstępne aresztowanie przez funkcjonariuszy Einsatzkommando 2/I wykładowców i pracowników krakowskich uczelni wyższych zostało ukazane w filmach fabularnych Katyń[219] i Karol. Człowiek, który został papieżem[220], a także w drugim odcinku serialu wojennego Polskie drogi[221].